# Antic Egipte

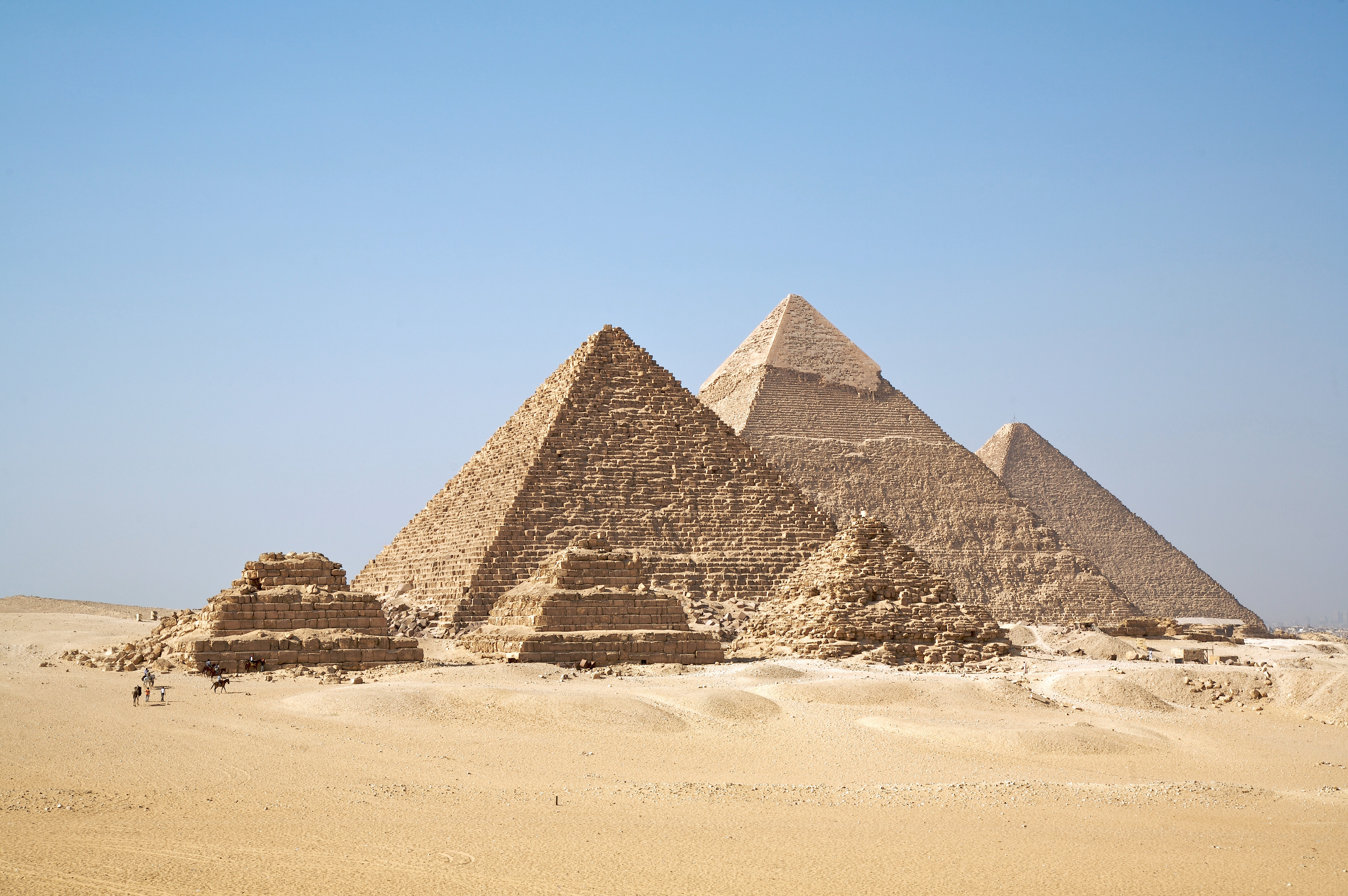
Les piràmides de Guiza es troben entre els símbols més coneguts de la civilització de l'antic Egipte.

L'antic Egipte fou una civilització del nord-est d'Àfrica que es desenvolupà al voltant del curs mitjà i inferior del riu Nil, en el territori que avui en dia correspon a Egipte i el nord del Sudan. Segueix el període prehistòric a Egipte i sorgí cap al 3100 aC (segons la cronologia convencional de l'antic Egipte) amb la unificació política de l'Alt i el Baix Egipte sota Menes (sovint identificat amb Narmer). La història de l'antic Egipte consisteix en una successió de regnes estables separats per «períodes intermedis» de relativa inestabilitat: el Regne Antic (bronze antic), el Regne Mitjà (bronze mitjà) i el Regne Nou (bronze final).
Assolí el seu apogeu durant el Regne Nou, quan dominava bona part de Núbia i un tros considerable de l'Orient Pròxim, època a partir de la qual inicià un lent declivi. Al llarg de la seva història, fou envaït o conquerit per diversos grups, incloent-hi els hicsos, els libis, els nubians, els assiris, els perses aquemènides i els macedonis d'Alexandre el Gran. El Regne Ptolemaic, un estat hel·lenístic fundat poc després de la mort d'Alexandre, exercí la sobirania sobre Egipte fins al 30 aC, quan, sota Cleòpatra VII, fou annexat a l'Imperi Romà i convertit en una província romana.
La prosperitat de la civilització de l'antic Egipte tenia a veure amb la seva capacitat d'adaptació a les condicions de la vall del Nil per a l'agricultura. Les inundacions previsibles i la irrigació controlada d'aquesta vall ubèrrima generaven un excedent de conreus propici al creixement demogràfic i el desenvolupament social i cultural. L'abundància de recursos permeté a l'administració invertir en l'explotació dels minerals de la vall i el desert adjacent, el desenvolupament inicial d'un sistema d'escriptura independent, l'execució d'obres col·lectives de construcció i agricultura, el comerç amb les regions veïnes i unes forces armades encarregades de projectar la força del país. Una burocràcia formada per escribes d'elit, jerarques religiosos i administradors impulsava i supervisava aquestes activitats sota el control d'un faraó, garant de la unitat i cooperació del poble egipci en el si d'un sistema complex de creences religioses.
Entre la gran quantitat de progressos aconseguits, es poden destacar la creació d'un sistema matemàtic, el treball de la pedra, les tècniques d'enginyeria i arquitectura, que van facilitar la construcció de piràmides monumentals, temples i obeliscs, així com el desenvolupament d'una activitat artesana de faiança i vidre, un sistema sanitari pràctic i efectiu, noves formes de literatura, sistemes d'irrigació, tècniques de producció agrícoles i el tractat de pau més antic.
Egipte va deixar un llegat durador. L'art i l'arquitectura van ser imitats per altres pobles, i les ruïnes monumentals que han sobreviscut durant segles han inspirat la imaginació de turistes i escriptors. El descobriment de les antiguitats i diverses excavacions dutes a terme des dels inicis de l'edat moderna van dirigir l'atenció científica cap a la civilització egípcia i es va despertar un gran interès arreu del món.

## La importància del Nil
L'antic Egipte va créixer i es va desenvolupar a les valls del Nil. Cada any inundava 200 o 300 metres per banda. L'avantatge de la inundació era que l'aigua portava un llim negre. Aquest llim fertilitzava la terra cada any i els egipcis es dedicaven a treballar per al faraó durant el temps que no podien conrear. Quan l'aigua es retirava, els egipcis començaven a plantar immediatament. Alguns altres egipcis es dedicaven a reparar els canals, que es feien servir perquè l'aigua arribés a tots els camps de conreu.
Van crear dics i canals i van aprendre càlcul i geometria. Van inventar el calendari.
Fases de les crescudes del Nil:
1. Inundació (del juny al setembre)
2. Sembra (a partir de l'octubre)
3. Recol·lecció (del febrer al juny)

## Història

### Paleolític i Neolític

Mapa de l'antic Egipte, on es mostren les ciutats i llocs més grans del període dinàstic (c. 3150 aC al 30 aC)

Cap al període Paleolític tardà, el clima àrid del nord-est de l'Àfrica havia esdevingut calent i sec, i forçà les poblacions de l'àrea a concentrar-se a la vall del Nil. Des que, durant el Plistocè, els caçadors-recol·lectors nòmades van començar a viure a la regió ara fa uns 1,8 milions d'anys enrere, el Nil ha estat l'eix vital d'Egipte. Les fèrtils terrasses del Nil van fer possible desenvolupar una economia agrícola sedentària i una societat més sofisticada i centralitzada que va esdevenir una part fonamental de la història de la civilització humana.
Restes d'aquesta gent primerenca apareixen a les terrasses del Nil i als oasis en forma d'artefactes de pedra tallada. Les proves arqueològiques indiquen que una societat i cultura egípcies s'havien desenvolupat i s'estengueren en un territori de l'anomenat Egipte predinàstic.
A través del Nil, al mil·lenni XI aC, una cultura moledora de gra que utilitzava el tipus més antic de falç havia estat substituïda per una altra cultura de caçadors, pescadors i recol·lectors que utilitzaven eines de pedra. Les proves també indiquen una ocupació humana i pastoreig al racó sud-oest d'Egipte, a prop de la frontera sudanesa, abans del 8000 aC. Les proves geològiques i els estudis per ordinador de models climàtics suggereixen que els canvis climàtics naturals pels volts del 8000 aC van començar a dessecar les extensions de terres de pastoreig de l'Àfrica septentrional, i posteriorment s'hi formaria el Sàhara (c. 2500 aC). Aviat les tribus de la regió, naturalment, van tendir a agregar-se a prop del riu Nil, on van desenvolupar una economia agrícola sedentària i una societat més centralitzada. Hi ha proves de pasturatge i cultiu de cereals al Sàhara oriental al mil·lenni VII aC.
La dessecació continuada va forçar els primers avantpassats dels egipcis a establir-se al voltant del Nil més permanentment i els va forçar a adaptar-se a una vida més sedentària. Tot i això, el període del 9000 al 6000 aC ha deixat molt poques proves arqueològiques. Cap al 6000 aC, l'agricultura organitzada i les grans construccions havien aparegut a la vall del Nil. En aquell temps, els egipcis del racó sud-oest d'Egipte eren pastors i també van construir grans edificis. El morter ja s'utilitzava al 4000 aC.

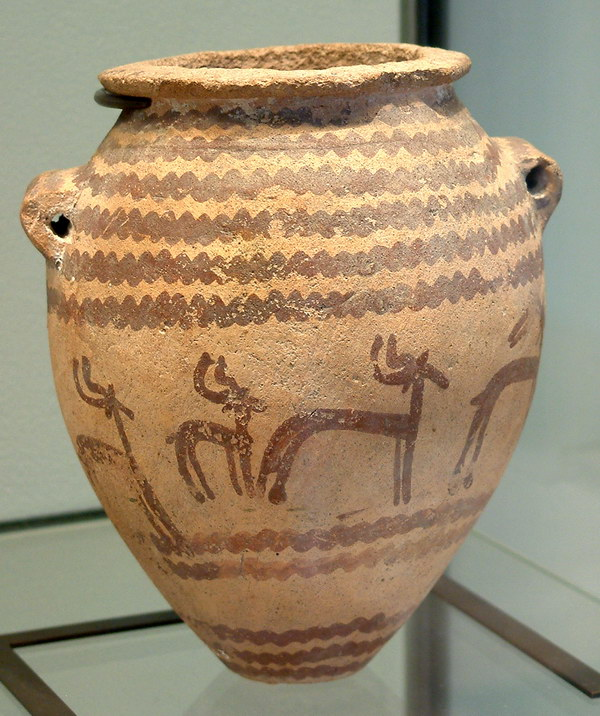
Gerra Naqada II típica decorada amb gaseles (període predinàstic)

### Període predinàstic
Cap al 5500 aC, petites tribus que vivien a la vall del Nil havien desenvolupat unes cultures úniques que manifestaven un control ferm de l'agricultura i la ramaderia i identificables per la seva ceràmica i objectes personals únics, com pintes, braçalets, i collarets. La primera d'aquestes cultures es va establir al Baix Egipte a el-Omari, al nord d'Helwan, a Merimde a l'oest del delta del Nil, i a les vores de la costa septentrional del llac Meris, a la regió del Fayium. El Neolític d'el-Omari i especialment el Fayium es feia notar pels avançats estris de pedra que van modelar la indústria lítica prehistòrica a Egipte. El Faiyum es trobava a la intersecció de tres rutes: de la vall del Nil mateix, del Sàhara oriental i de l'Orient Pròxim, d'aquesta manera disposava de característiques de tots tres. Merimde era una de les més grans comunitats septentrionals, comparable en extensió i estructura al Nekhen predinàstic. A més a més de la seva tecnologia lítica, la seva cultura es caracteritzava per formes sofisticades de vasos i anells i culleres de ceràmica, i els caps de maça de pedra que van esdevenir populars al final de la història egípcia.
Molts segles més tard, les cultures predinàstiques meridionals s'hi van començar a establir. Eren contemporanis amb els assentaments dels predinàstics tardans de l'Egipte septentrional, com Maadi, Buto i Heliòpolis. La primera comunitat meridional, Badari, es coneixia per la seva ceràmica d'alta qualitat, estris de pedra, i l'ús del coure. Les sepultures badarianes, simples clots amb signes d'estratificació social, suggereixen que la cultura estava caient sota control de líders més poderosos. Al nord, la ceràmica maadiana era un desenvolupament local, feta de llim del Nil i ocasionalment decorada amb ocells i serekh que sostenien els primers noms d'Horus. Mentre Maadi era com un centre comercial, el contacte entre l'Alt i el Baix Egipte en aquest punt no era significatiu; les relacions comercials amb Palestina i Sumer, tot i això, estaven fortament assegurades. Maadi també era la principal font de vaixells de basalt, la distribució dels quals esdevé més difosa al sud després que l'Egipte septentrional cau sota el control dels legisladors de l'Alt Egipte.
Cap a la segona meitat del quart mil·lenni aC, va aparèixer una cultura que presentava els trets bàsics del que seria l'Egipte històric. A aquesta època, se la va anomenar en arqueologia Naqada II, car va ser una època de característiques especials. Van sorgir, llavors, l'escriptura jeroglífica, la irrigació a gran escala i un urbanisme incipient, els cultes primordials i els centres de poder polític que van esdevenir en dos regnes, l'un del nord i l'altre del sud.
En un període de cap a 1000 anys, la cultura Naqada es va desenvolupar des de petites comunitats grangeres fins a una poderosa civilització els líders de la qual retenien el control suprem sobre la gent i els recursos de la vall del Nil. Establint un poder central a Nekhen, i després a Abidos, els líders de Naqada van estendre el seu control d'Egipte cap al nord seguint el curs del riu i van establir contactes comercials amb Núbia, els oasis del desert occidental, i les cultures de la Mediterrània oriental. La cultura Naqada va manufacturar diversos ornaments de béns materials, els quals incloïen ceràmica pintada, vasos de pedra decoratius d'alta qualitat, paletes cosmètiques, i joies fetes d'or, lapislàtzuli i ivori. També van desenvolupar un vernís conegut com a faiança, que era força utilitzat durant el període romà, per a decorar copes, amulets i petites figures. Durant l'última fase predinàstica, la cultura Naqada va començar a utilitzar símbols escrits que van evolucionar en un sistema ple de jeroglífics per escriure l'egipci.

### Primer estat històric
A finals del III mil·lenni i primers del IV mil·lenni, els reis del sud van conquistar el nord, creant el primer estat territorial, dut a terme pel rei Menes, rei de l'Egipte meridional. A partir de la unificació d'ambdós, va passar a comprendre tota la vall del Nil, des de la primera cascada (Assuan) fins a la Mediterrània, incloent-hi els oasis de la zona occidental (Kharga, Dakhla, Farafra i Siwa), encara que molt aviat van començar les expedicions riu amunt, cercant les riqueses de Núbia, arribant fins a la segona cascada.
Les primeres dinasties van crear un estat que superava la diversitat local, arribant al seu punt culminant a la IV dinastia. Tanmateix, l'estat va iniciar massa d'hora un procés de desintegració que va significar la feudalització del país.
Els antics egipcis van triar començar la seva història oficial amb un rei anomenat Meni (o Menes, en grec), que ells creien que havia unit els dos regnes de l'Alt i el Baix Egipte. La transició a un estat unificat, de fet, va succeir més gradualment que els escriptors de l'antic Egipte ens voldrien fer creure, i no hi ha cap gravat contemporani de Menes. Els experts ara creuen, tot i això, que el mític Menes, de fet, podria haver estat el faraó Narmer, que és representat a la cerimonial paleta de Narmer en un acte simbòlic d'unificació. El sacerdot Manethó del segle iii aC va agrupar la llarga línia de faraons següents a Menes en 30 dinasties, sistema encara utilitzat avui en dia.

### Període dinàstic antic (3000 aC - 2686 aC)

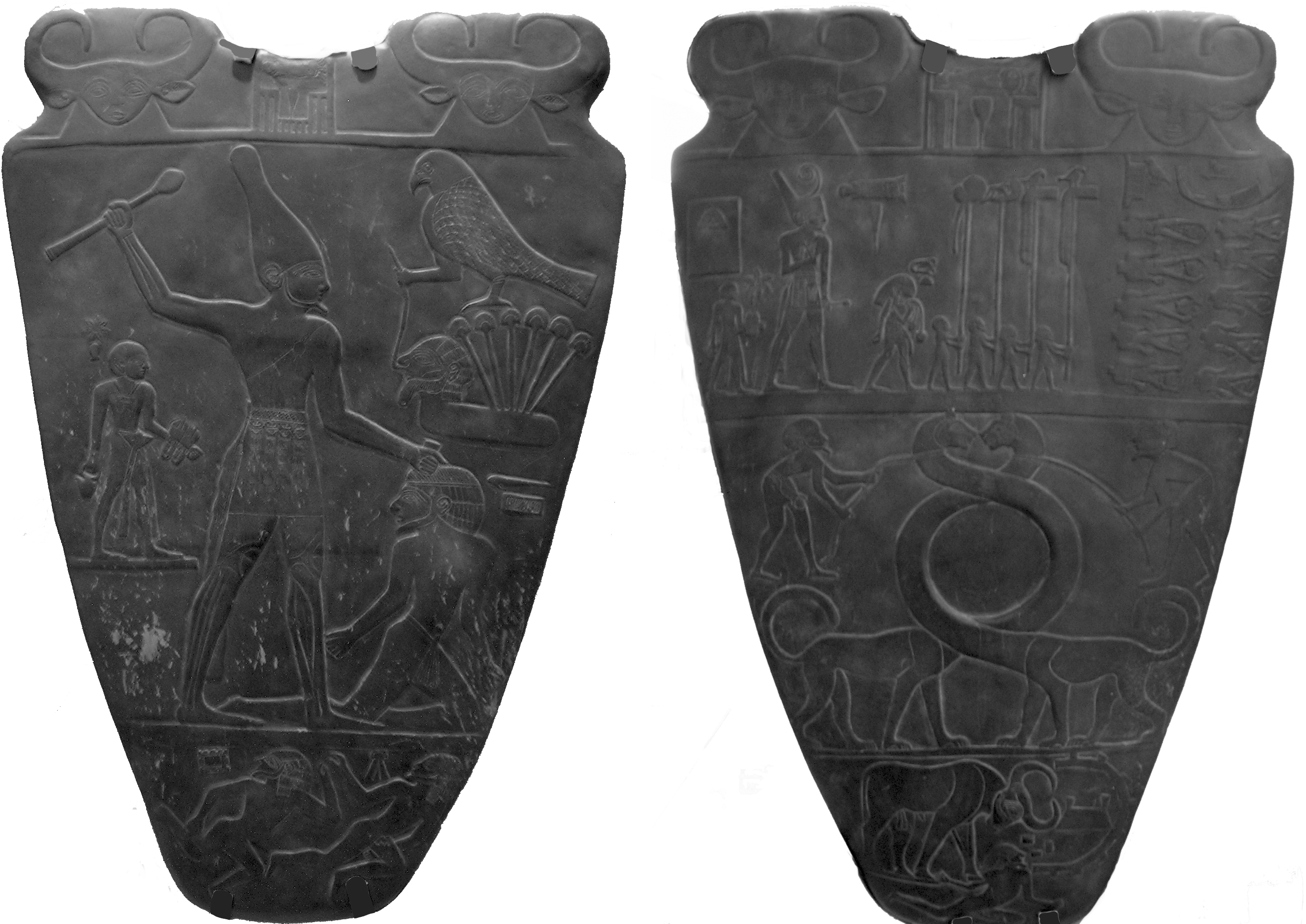
La paleta de Narmer representa la unificació de les dues terres

Al període dinàstic antic, també conegut com a període arcaic, cap al 3150 aC, Narmer (originari de l'Alt Egipte), primer faraó que va existir a Egipte, va aconseguir la unificació dels dos Egiptes tot establint una capital a Memfis (a 20 km del sud del Caire) després d'una guerra entre ells, de la qual podrien controlar tant la força laboral i l'agricultura de la fèrtil regió del delta com les lucratives i crítiques rutes cap al Llevant ja que la ciutat es localitzava entre l'Alt i Baix Egipte, malgrat el gran canvi que va produir Narmer a Egipte, el seu govern va finalitzar per haver sigut assassinat per un hipopòtam.
L'increment de poder i fama dels faraons durant el període dinàstic antic està reflectit en les seves elaborades tombes mastabes i les estructures mortuòries de culte a Abidos, les quals eren utilitzades per a celebrar el faraó deïficat després de la seva mort. En aquest període dinàstic, la monarquia es caracteritzà pel gran poder i influència que tenien les reines (entre altres).
La forta institució de direcció reial es va desenvolupar per ser essencial en la supervivència i creixement de l'antiga civilització d'Egipte.

### Imperi Antic (2686 aC - 2181 aC)

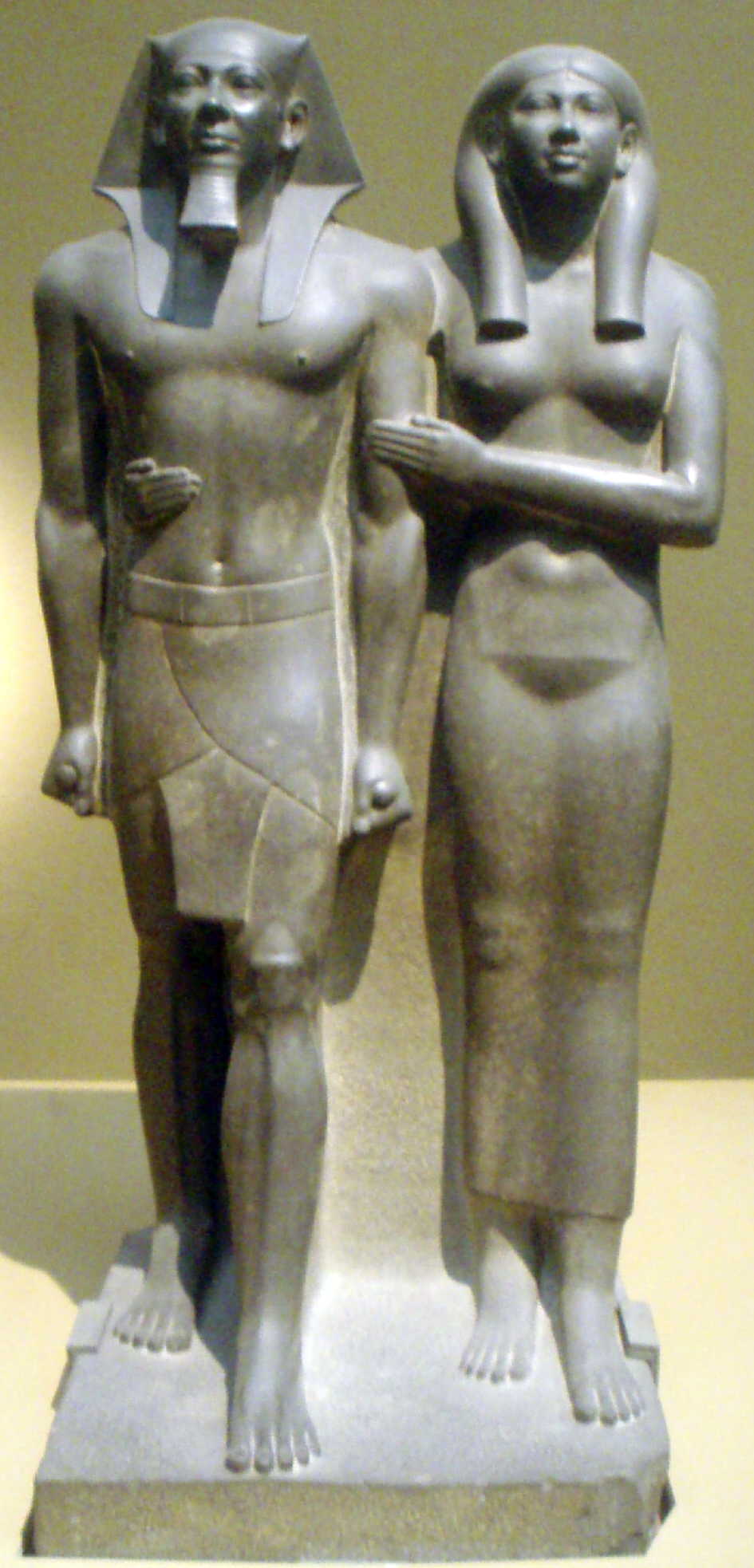
Menkaura i la seva consort, la reina Khamerernebty II

Desconcertants avenços en arquitectura, art, i tecnologia, es van produir durant l'Imperi antic, alimentats per l'increment en la productivitat agrícola, feta possible per una ben desenvolupada administració. Sota la direcció del visir, els oficials estatals recol·lectaven impostos, coordinaven projectes d'irrigació per millorar el rendiment de les collites, llogaren pagesos per treballar en projectes de construcció i establiren un sistema judicial per mantenir la pau i l'ordre. Amb l'excedent de recursos fet possible per una economia productiva i estable, l'estat va poder invertir en la construcció de monuments colossals i comissionar treballs excepcionals d'art de la mà d'obra reial. Les piràmides construïdes per Djoser, Khufu, i els seus descendents són els símbols més memorables de l'antiga civilització egípcia, i el poder dels faraons que ho controlaven.
Amb l'augment d'importància de l'administració, van sorgir unes noves classes d'escribes i oficials educats que eren garantits pels faraons com a pagament pels seus serveis. Els faraons també van fer garants de terres els seus temples de culte mortuori i locals per assegurar-se que aquestes institucions tindrien els recursos necessaris per a adorar el faraó després de mort. Cap al final de l'Imperi nou, cinc segles d'aquestes pràctiques feudals havien desgastat lentament el poder econòmic del faraó, que no es podria permetre més una gran administració centralitzada. Mentre el poder del faraó s'evaporava, els governadors regionals, anomenats nomarques, van començar a reptar la supremacia del faraó. Això, unit a severes sequeres entre el 2200 i el 2150 aC, va causar en últim terme que el país entrés en un període de 140 anys de gana i pugna, conegut com a primer període intermedi.

### Primer període intermedi
Després del col·lapse del govern central egipci al final de l'Imperi antic, l'administració no va poder suportar o estabilitzar l'economia del país. Els governadors regionals no van poder comptar amb el rei per ajut en temps de crisi, i els continus talls de subministrament i disputes polítiques van escalar en fams i guerres civils a petita escala. Tot i els problemes difícils, els líders locals, sense pagar cap tribut al faraó, van utilitzar la seva nova independència per a establir una cultura pròspera a les províncies. Un cop van tenir control sobre els seus propis recursos, les províncies van esdevenir més riques econòmicament—fet demostrat per més grans i millors enterraments entre totes les classes socials. En esclats de creativitat, els artesans provincials van adoptar i adaptar motius culturals formalment restringits a la reialesa de l'Imperi antic, i els escribes van desenvolupar estils literaris que expressaven l'optimisme i originalitat del període.
Lliures de la seva lleialtat al faraó, els legisladors locals van començar a competir entre ells pel control territorial i el poder polític. Cap al 2160 aC, els legisladors de Hierakonpolis controlaven el Baix Egipte, mentre un clan rival basat a Tebes, Antef I, va prendre el control de l'Alt Egipte. Mentre els Intef van créixer en poder i van estendre el seu control sobre el nord, un conflicte entre els dos rivals va esdevenir inevitable. Pels volts del 2055 aC, les forces tebanes sota Nebhepetre Mentuhotep II, finalment, van vèncer els legisladors herakleopolitans, reunificant les dues terres i inaugurant un període de renaixença econòmica i cultural conegut com a Imperi mitjà.

### Imperi mitjà (2040 aC - 1782 aC)

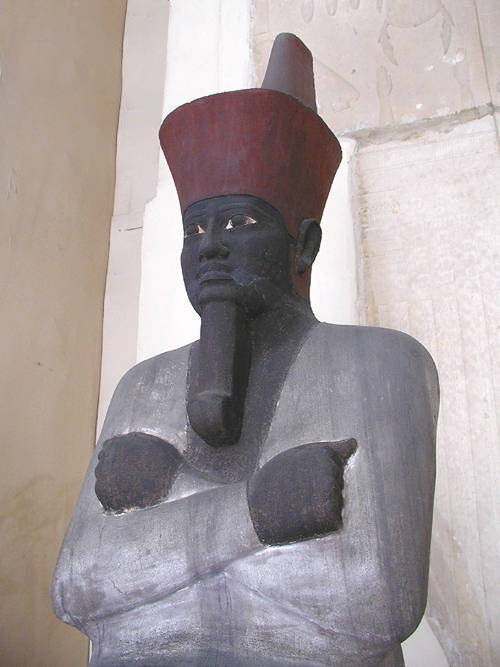
Mentuhotep II, el fundador de l'Imperi mitjà

Els faraons de l'Imperi mitjà van restaurar la prosperitat i estabilitat del país, estimulant un ressorgiment de l'art, la literatura, i els projectes de construcció monumental. Mentuhotep II i els seus successors de l'11a dinastia van legislar des de Tebes, però el visir Amenemhet I, en assumir la corona al començament de la 12a dinastia pels volts del 1985 aC, va canviar la capital nacional a la ciutat d'Itytawi localitzada al Fayium. Des d'Itytawi, els faraons de la 12a dinastia van comprometre's en una reclamació territorial de llarg abast i un projecte d'irrigació per incrementar l'excedent agrari de la regió. A més a més, l'exèrcit va reconquerir territori a Núbia, rica en mines de pedra i or, mentre els treballadors construïen una estructura defensiva al delta oriental, les Muralles-del-Legislador, per defensar-se contra atacs estrangers.
Tenint exèrcit assegurat i seguretat política i vastes riqueses agrícoles i minerals, la població, l'art, i la religió de la nació van aflorar. En contrast amb les actituds elitistes de l'Imperi antic envers els déus, l'Imperi mitjà va experimentar un increment d'expressions de pietat personal i el que es podria anomenar democratització de la vida d'ultratomba, en la qual totes les persones hi posseïen una ànima i podien ser ben rebudes dins la companyia dels déus després de la mort. La literatura de l'Imperi mitjà es caracteritzava per tractar temes i personatges sofisticats escrits en un estil segur i eloqüent, i els relleus i retrats escultòrics del període van capturar detalls subtils i individuals que van assolir noves fites de perfecció tècnica.
L'últim gran legislador de l'Imperi mitjà, Amenemhet III, va deixar entrar pobladors asiàtics a dins de la regió del delta per proveir una força de treball suficient per a les seves campanyes especialment actives de mineria i construcció. Aquestes ambicioses activitats de construcció i mineria, tot i això, combinades amb un inesperat retard de les crescudes del Nil al seu regne, van esgotar l'economia i van precipitar el lent declivi en el segon període intermedi durant les tardanes 13a i 14a dinasties. Durant aquest declivi, els pobladors asiàtics estrangers van començar a apoderar-se de la regió del delta, posteriorment dominant dins Egipte com a hicsos.

### Segon període intermedi i els hicsos (c. 1800 aC - 1550 aC)
Pels volts del 1650 aC, mentre el poder dels faraons de l'Imperi mitjà es debilitava, els immigrants asiàtics residents a la ciutat del delta oriental Àvaris van apoderar-se de la regió i van forçar el govern central a retirar-se a Tebes, on el faraó era tractat com a vassall i se n'esperava un tribut. Els hicsos ('legisladors estrangers') van imitar els models egipcis de govern i es retrataven ells mateixos com a faraons, integrant així elements egipcis en la seva cultura de l'edat del bronze mitjà.
Després de la seva retirada, els reis de Tebes es van trobar ells mateixos atrapats entre els hicsos al nord i els aliats nubians dels hicsos, els cuixites, al sud. Cap a cent anys de tènue inacció van seguir, i no va ser fins al 1555 aC que les forces tebanes van aconseguir prou força com per encarar-se als hicsos en un conflicte que duraria més de trenta anys. Els faraons Tao II i Kamose van aconseguir finalment derrotar els nubians, però va ser el successor de Kamose, Amosis I, qui va emprendre victoriosament una sèrie de campanyes que va erradicar permanentment la presència hiksa a Egipte. En l'Imperi nou que va seguir, l'exèrcit va esdevenir una prioritat central per als faraons que buscaven estendre les fronteres egípcies i assegurar el seu domini complet de l'Orient Pròxim.

La màxima extensió territorial de l'antic Egipte

### Imperi nou (1570 aC - 1070 aC)
L'Imperi nou marca l'apogeu d'Egipte com a poder internacional amb fronteres assegurades i esteses. Amosis I va fundar la seva primera dinastia i va recol·locar la capital des d'Àvaris a Tebes, mentre mantenia l'administració a Memfis. Campanyes empreses sota Tuthmosis I i el seu net Tuthmosis III van estendre la influència dels faraons dins de Síria i Núbia, consolidant la seva lleialtat i obrint l'accés a importacions crítiques com bronze i fusta. Els faraons de l'Imperi nou van començar una campanya de construcció a gran escala per promoure el déu Amon, el culte creixent del qual es basava en Karnak. També van construir monuments per glorificar els seus propis èxits, tant reals com imaginaris. La faraona Hatshepsut va utilitzar aquesta propaganda per a legitimar la seva reclamació al tron. El seu regnat victoriós va ser marcat per expedicions comercials al Punt, un elegant temple mortuori, un parell de colossals obeliscs i una capella a Karnak. No obstant això, el seu nebot legal Tuthmosis III va lluitar per esborrar el seu llegat prop de la fi del seu regnat, tot usurpant-li el tron.

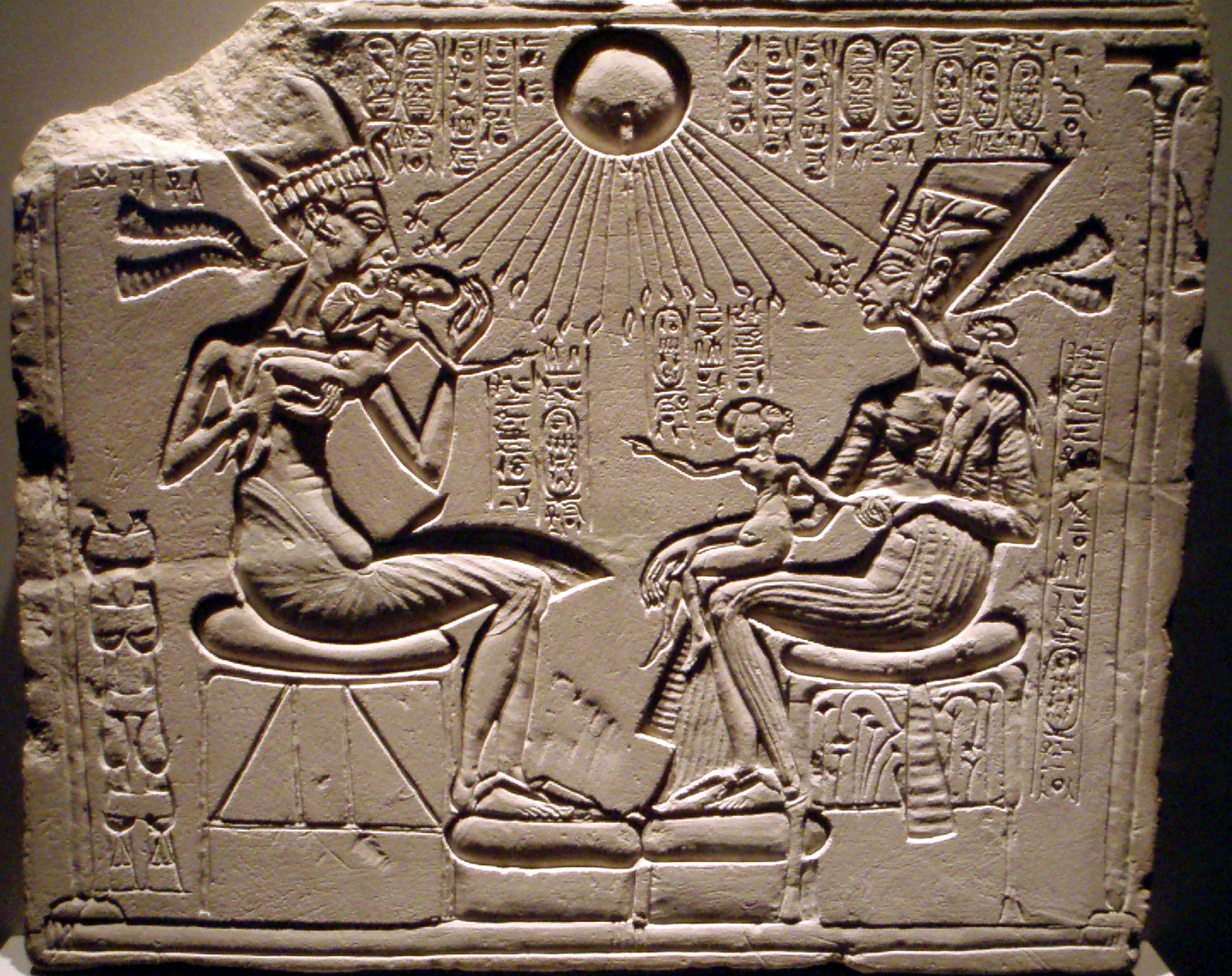
Akhenaten i família rebent vida dels raigs de l'Aten

Pels volts del 1350 aC, l'expansió, construcció, i acumulació de riqueses pròsperes de l'Imperi nou establertes per un període de prop de 200 anys, va perillar breument quan Amenhotep IV, inesperadament, va ascendir al tron i va instituir una sèrie de reformes radicals i caòtiques. Canviant el seu nom pel d'Akhenaten, va ascendir el déu sol Aten com a deïtat suprema, va suprimir el culte a les altres deïtats, i va atacar el poder de l'atrinxerat establiment sacerdotal. Movent la capital a la nova ciutat d'Akhetaten (avui en dia, Amarna), Akhenaten va tancar-se als afers estrangers i es va absorbir ell mateix en la seva nova religió i estil artístic. Després de la seva mort, el culte d'Aten es va abandonar ràpidament, i els subsegüents faraons Tutankamon, Ay i Horemheb, silenciosament van esborrar tot esment a l'heretgia d'Akhetaten, ara coneguda com a període d'Amarna.

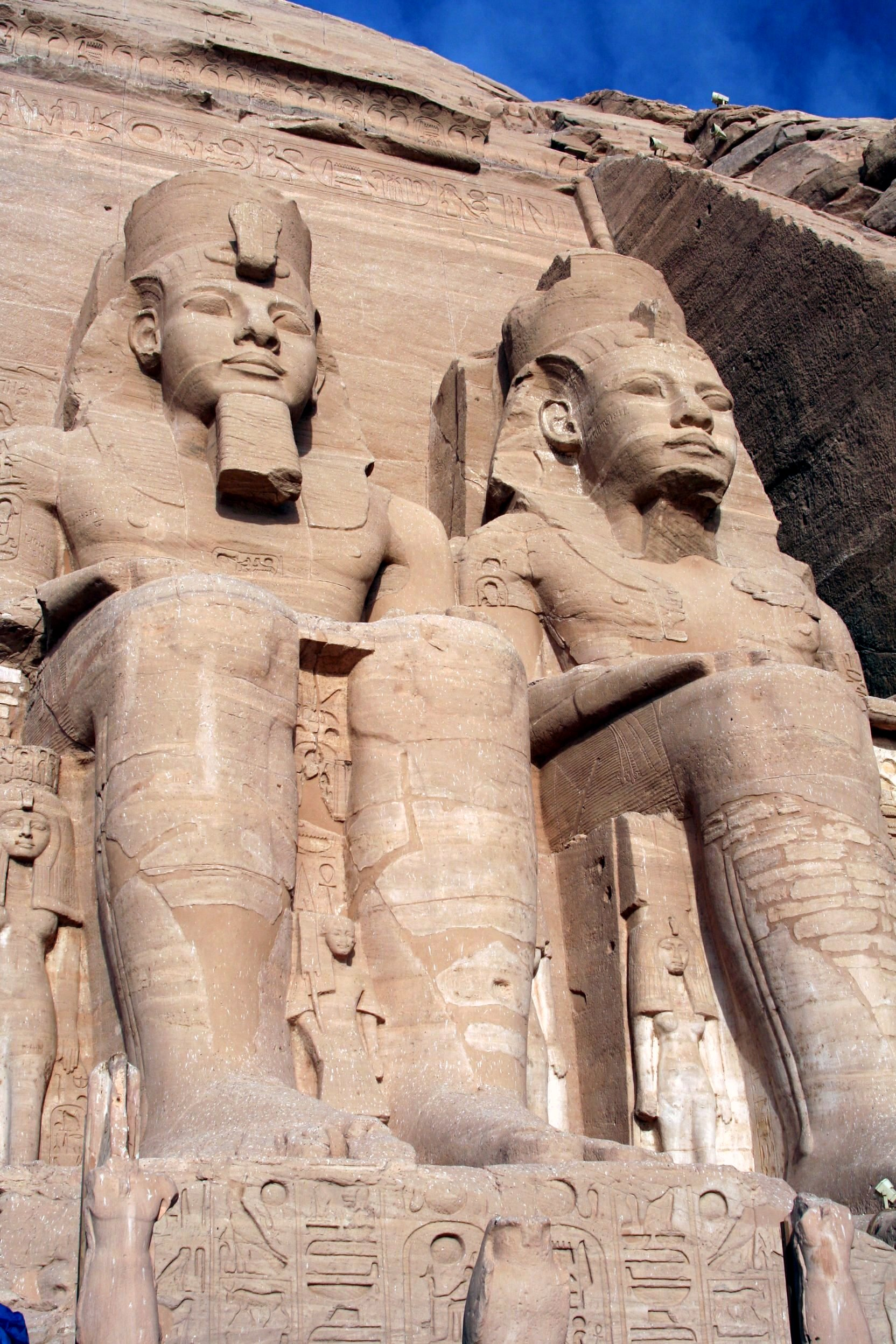
Quatre estàtues colossals de Ramsès II franquegen l'entrada del seu temple d'Abu Simbel

La XVIII dinastia es va acabar quan els seus últims tres reis -Tutankamon, Ay i Horemheb- van morir tots sense cap hereu. El tron llavors va passar al militar Ramsès I, que va fundar la XIX dinastia. El seu net Ramsès II, també conegut com a Ramsès el Gran, va ascendir al tron pels volts del 1279 aC als 18 anys i va construir més temples, va erigir més estàtues i obeliscs, i adoptà més nens que cap altre faraó de la història. Valent militar, Ramsès II va dirigir el seu exèrcit contra els hitites en la batalla de Kadesh i, després de lluitar fins a un dur empat, tot seguit va concloure el primer tractat de pau registrat, el 1258 aC. Tot i això, la riquesa d'Egipte va fer-lo un objectiu temptador per envair, i els faraons de l'Imperi nou tardà eren atacats repetidament pels libis i els Pobles del mar. Inicialment, l'exèrcit era capaç de repel·lir aquestes invasions, però amb el temps Egipte va perdre el control de Síria i Palestina. L'impacte d'amenaces externes era exacerbat pels problemes interns: corrupció dins l'administració, saqueig de les tombes reials a la vall dels Reis i malestar civil van minar la unitat del país i l'autoritat del faraó. Durant l'Imperi nou, els grans sacerdots del temple d'Amun de Tebes havien acumulat vastes franges de terres i riqueses, i el seu creixent poder va esberlar el país durant el tercer període intermedi.

Pels volts del 730 aC, els libis de l'oest van fracturar la unitat política del país

### Tercer període intermedi
Seguint la mort de Ramsès XI, el 1078 aC, Esmendes I va assumir l'autoritat sobre la part septentrional d'Egipte, governant des de la ciutat de Tanis. El sud estava controlat efectivament pels grans sacerdots d'Amon a Tebes, els quals van reconèixer Esmendes I només de nom. Durant aquell temps, els libis s'havien establert al delta occidental, i els caps dels seus assentaments van començar a incrementar la seva autonomia. Els prínceps libis van prendre el control del delta sota Shoshenq I al 945, fundant l'anomenada dinastia líbia o bubastita, que governaria durant uns 200 anys. Shoshenq també va guanyar el control de l'Egipte meridional establint membres de la seva família en posicions sacerdotals importants. El control libi va començar a ergir-se com a dinastia rival al delta des de Leontopolis, i els cuixites amenaçaven des del sud. Pels volts del 727 aC, el rei cuixita Piankhi va envair territoris del nord, i prengué el control de Tebes i temporalment del delta.
El prestigi d'abast llunyà egipci va decaure considerablement al final del tercer període intermedi. Els seus aliats estrangers havien caigut sota l'esfera d'influència assíria, i cap al 700 aC la guerra entre els dos estats va esdevenir inevitable. Entre el 671 i el 667 aC, els assiris van començar el seu atac sobre Egipte. Tant el Regne de Taharqa com del seu successor, Tanutamon, van estar plens de conflictes amb els assiris, contra els quals Egipte va gaudir d'algunes victòries. Finalment, els assiris van empènyer els cuixites un altre cop a Núbia, van ocupar Memfis, i van saquejar els temples de Tebes.

### Egipte tardà
Sense plans permanents de conquesta, els assiris van deixar el control d'Egipte a una sèrie de vassalls, que van ser coneguts com a reis saïtes de la dinastia XXVI d'Egipte. Cap al 653 aC, el rei saïta Psamètic I va ser capaç de fer fora els assiris amb l'ajut de mercenaris grecs, que havia reclutat per formar la primera armada egípcia. La influència grega es va estendre tan amplament que la ciutat de Naucratis va esdevenir la casa dels grecs al delta. Els reis saïtes, basats en la seva nova capital de Saïs, van ser la prova d'un breu però vigorós renaixement econòmic i cultural, però al 525 aC, els poderosos perses, liderats per Cambises II, van començar la seva conquesta d'Egipte, i acabaren capturant el faraó Psamètic III en la Batalla de Pelúsion. Cambises II, llavors, va assumir el títol formal de faraó, però va governar Egipte des de casa seva, a Susa, deixant Egipte sota el control d'un sàtrapa. Unes quantes revoltes victorioses contra els perses va marcar el segle v aC, però Egipte mai no va ser capaç d'expulsar permanentment els perses.
Seguint la seva annexió pels perses, Egipte es va ajuntar amb Xipre i Fenícia en la sisena satrapia de l'Imperi Aquemènida. Aquest primer període de govern persa sobre Egipte, també conegut com a 27a dinastia, es va acabar al 402 aC, i entre 380-343 aC la trentena dinastia va governar com a última casa reial nadiua de l'Egipte dinàstic, cosa que va posar fi al lideratge de Nectabeu II. Una breu restauració del govern persa, de vegades coneguda com a dinastia aquemènida, va començar al 343 aC, però poc després, al 332 aC, el governador persa Mazaces va lliurar Egipte a Alexandre el Gran sense cap lluita.

### Dinastia ptolemaica

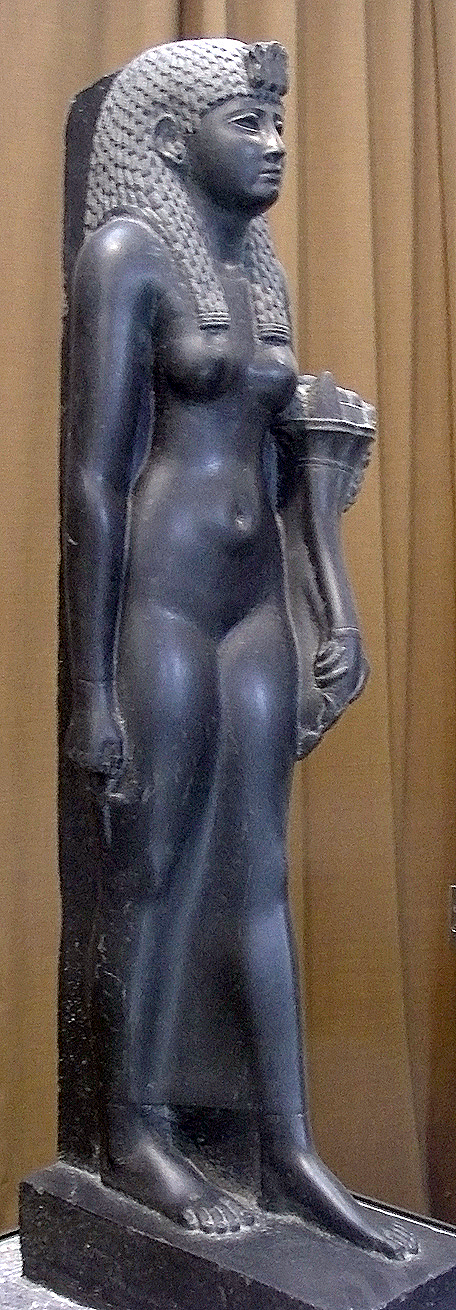
Cleòpatra VII va adoptar les antigues tradicions i llengua d'Egipte

Al 332 aC, Alexandre III de Macedònia (Alexandre Magne) va conquerir Egipte amb una petita resistència dels perses i va ser benvingut pels egipcis com a alliberador. El govern grec establert pels successors d'Alexandre, els ptolemeus, es basava en el model egipci i la nova capital d'Alexandria. La ciutat era per demostrar el poder i prestigi del govern grec, i va esdevenir un centre d'aprenentatge i cultura, centrat en la famosa Biblioteca d'Alexandria. El far d'Alexandria il·luminava el camí als vaixells, els quals van continuar proveint el comerç per tota la ciutat, mentre els ptolemeus feien empreses comercials i públiques, com la fabricació de papir, la seva màxima prioritat.
La cultura grega no va substituir pas la cultura egípcia nativa, sinó que els ptolemeus van recolzar les antigues tradicions en un esforç d'assegurar la lleialtat del poble. Van construir nous temples d'estil egipci, van donar suport als cultes tradicionals, i es van retratar ells mateixos com a faraons. Algunes tradicions es van barrejar, com els déus grecs i egipcis que van ser sincretitzats en deïtats compostes, tals com Serapis, i les formes gregues clàssiques van influenciar els motius egipcis tradicionals. Tot i els seus esforços per calmar els egipcis, els ptolemeus es van haver d'enfrontar a revoltes natives, penetrants rivalitats familiars, i la poderosa xusma d'Alexandria, que s'havia format després de la mort de Ptolemeu IV. A més a més, mentre Roma es refiava cada cop més de la importació de cereals d'Egipte, els romans tenien més interès en la situació política del país. Les revoltes egípcies contínues, les ambicions polítiques, i els poderosos contrincants siris provocaven una situació inestable, portant Roma a enviar forces per assegurar el país com a província del seu imperi.

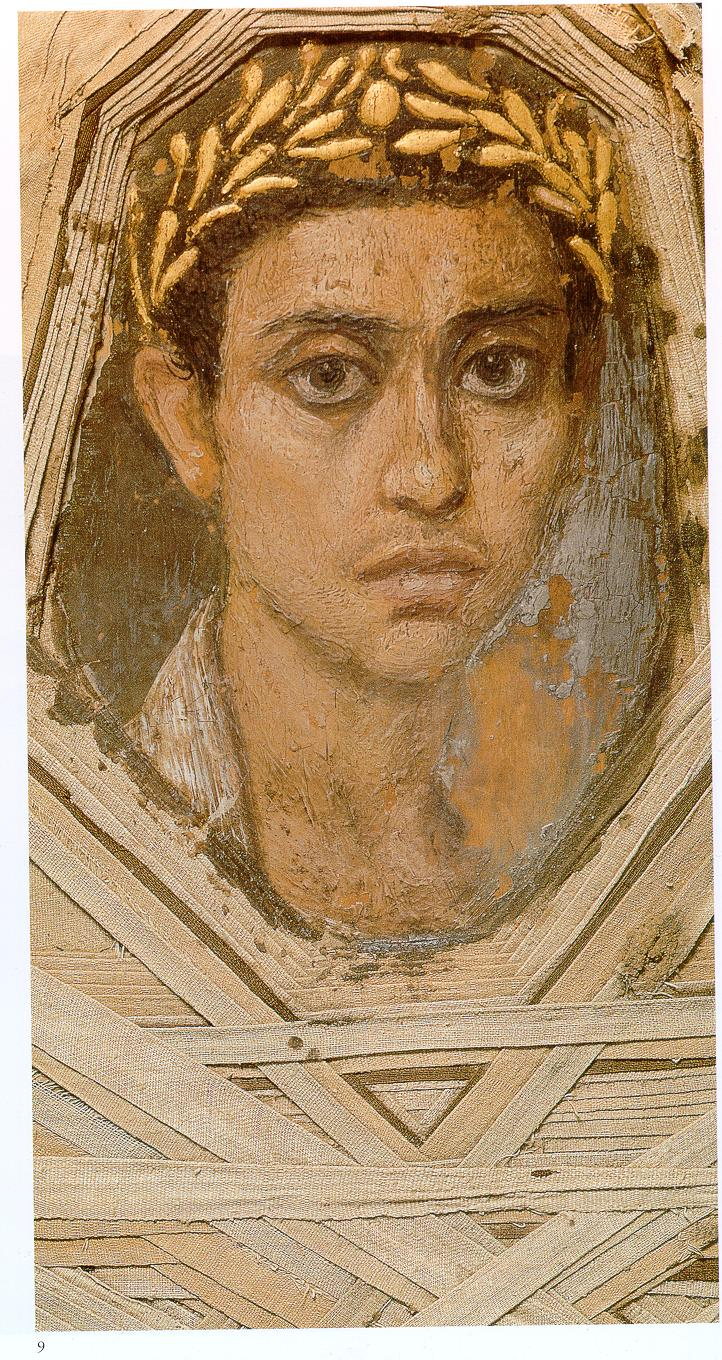
Els retrats del Fayum resumeixen la trobada de les cultures egípcia i romana

### Dominació romana
Egipte va esdevenir una província de l'Imperi Romà al 30 aC, seguint la derrota de Marc Antoni i la reina ptolemaica Cleòpatra VII per Octavi (més tard, emperador August) en la batalla d'Àccium. Els romans es refiaven dels carregaments de cereals d'Egipte, i l'exèrcit romà, sota el control d'un prefecte nomenat per l'emperador, va reprimir revoltes, va fer respectar estrictament la recaptació de pesades taxes, i va prevenir atacs dels bandits, els quals havien esdevingut un problema notori durant el període. Alexandria va esdevenir un centre cada cop més important en la ruta de comerç amb l'Orient, quan els articles de luxe exòtics tenien una alta demanda a Roma.
Encara que els romans van tenir una actitud més hostil amb els egipcis que els grecs, algunes tradicions com la momificació i adoració dels déus tradicionals va continuar. L'art del retrat del Fayum va aflorar, i alguns emperadors romans es van representar com a faraons, tot i que no tan extensament com ho havien fet els ptolemeus. En principi, vivia a fora d'Egipte i no executava les funcions cerimonials com a rei egipci. L'administració local va esdevenir romana en estil i tancada als natius egipcis.
Des de mitjan segle i, el cristianisme va arrelar a Alexandria i es va difondre. Incompatible amb el paganisme, el cristianisme va perseguir guanyar conversos i va amenaçar les tradicions religioses populars. Això va portar a la persecució de conversos al cristianisme, culminant en les grans purgues de Dioclecià, començades al 303 dC, però finalment el cristianisme va triomfar. Com a conseqüència, la cultura pagana egípcia va entrar en un declivi continu. Tot i que la població nativa va continuar parlant en la seva llengua, l'habilitat de llegir escriptura jeroglífica a poc a poc va desaparèixer a mesura que la influència dels sacerdots i sacerdotesses dels temples egipcis disminuïa. La persecució va forçar recents convertits a fugir als deserts egipcis; els temples mateixos de vegades es convertien en esglésies o s'abandonaven al desert. Amb el temps, el creixement d'aquestes comunitats va generar la necessitat d'escriure instruccions gregues cristianes en llengua egípcia. Els pares primerencs de l'Església ortodoxa copta, com Antoni el Gran, Pacomi de Tabenna, Macari i Atanasi, que normalment escrivien en grec, van adreçar part dels seus esforços als monjos egipcis d'Egipte. La llengua egípcia, ara escrita en l'alfabet copte, va aflorar als segles ii i iii. Tot i això, no va ser fins a Šenuti que el copte va esdevenir una llengua plenament estandarditzada basada en el dialecte sahídic. La llengua nativa egípcia i els coneixements del grec i retòrica de Xenut li van servir com a eines necessàries per a elevar el copte, en contingut i estil, a una alta literatura quasi igual a la posició de la llengua egípcia a l'Egipte precristià.

### Dominació islàmica

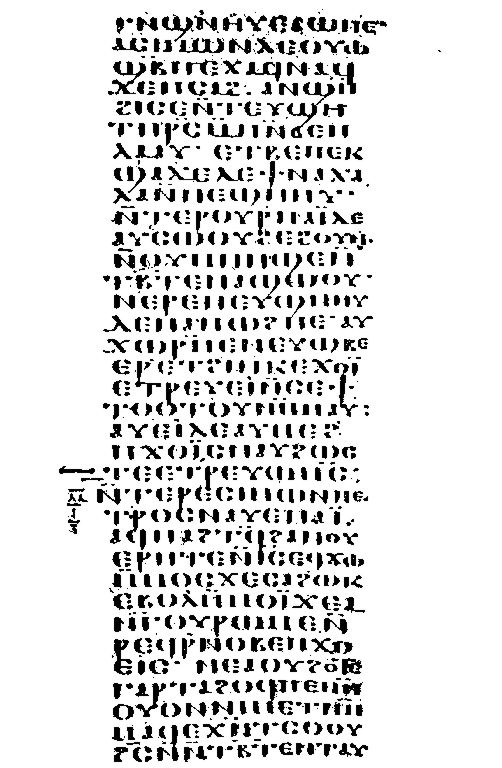
Manuscrit copte del de sant Lluc 5.5—9

Egipte va caure sota el domini dels governadors àrabs amb l'expansió de l'islam al segle vii. A les portes del segle viii, el califa Abd-al-Màlik ibn Marwan va decretar que l'àrab substituiria el grec i el copte com a llengua administrativa exclusiva. El copte literari va declinar gradualment fins al punt que, al cap d'uns quants segles, el bisbe egipci Severus Ibn al-Muqaffa va trobar necessari escriure la seva Història dels patriarques en àrab. Tot i això, eclesiàsticament, la llengua va retenir la seva important posició, i molts textos hagiogràfics també es van compondre durant aquest període. Fins al segle x, el copte va romandre la llengua parlada de la població nativa a fora de la capital.
Les violentes persecucions dels mamelucs van guiar a un declivi més gran del copte, fins que es va lliurar a l'àrab egipci en algun moment del segle xvii, i des de llavors pot haver sobreviscut en bosses isolades per un temps més. A la segona meitat del segle xix, el papa Ciril IV d'Alexandria va començar un moviment nacional eclesiàstic per reviure la llengua copta. Es van publicar uns quants treballs de gramàtica, junt amb el diccionari més entenedor que s'havia fet fins llavors. Les troballes universitàries en el camp de l'egiptologia i la inauguració de l'Institut d'Estudis Coptes van contribuir-ne més endavant a la renaixença. Els esforços per ressuscitar la llengua continuen emprenent-se, tant a dins com fora de l'Església, i han atret l'interès tant de coptes com d'àrabs a Egipte.

## Govern i economia

### Administració i comerç
El faraó, déu vivent que actuava com a summe sacerdot, era el monarca absolut del país i, com a mínim en teoria, tenia un control total sobre la terra i els seus recursos. Del faraó, n'emanava tot l'ordre jurídic, ja que en l'antic Egipte no hi havia codis escrits, i també era el comandant militar suprem, recolzant-se en una burocràcia d'oficials per dirigir els seus afers. Al càrrec de l'administració, hi havia el seu segon en comandància, el djati (visir), que com a representant del faraó controlava un poderós cos de funcionaris i escribes, que coordinava la fitació de terres, el tresor, els projectes de construcció, el sistema legal i els arxius. A nivell local, el país es dividia en 42 regions administratives anomenades nomós (20 del baix Egipte i 22 de l'alt Egipte), cadascuna governada per un nomarca, que era responsable davant el visir pel rendiment de l'agricultura i recaptació d'impostos a la seva jurisdicció. Els temples conformaven el pal de paller de l'economia. No sols eren cases de culte, sinó que també eren responsables de recol·lectar i emmagatzemar la riquesa de la nació en un sistema de graners i tresors administrats pels subordinats del djati, inspectors que distribuïen els cereals i béns al poble. Els tres sectors vertebradors de l'aparell estatal (escribes, aristocràcia i sacerdots) eren súbdits subjectes al faraó que rebien una recompensa econòmica, privilegis, estatus, terres, càrrecs… en funció de la seva aportació al funcionament de l'estat.
La major part de l'economia s'organitzava centralitzada i estrictament controlada. Encara que els antics egipcis no van utilitzar l'encunyació fins al període tardà, utilitzaven un tipus de sistema d'intercanvi, amb sacs estàndards de cereals i els debens, un pes d'aproximadament 91 g de coure o plata, formant un comú denominador. Els impostos es pagaven segons el treball o el rendiment de cadascú. Els camperols pagaven amb productes agrícoles, els artesans amb part de la seva producció artesana, i de forma similar els pescadors, caçadors… Els treballadors eren pagats en cereals; un simple obrer podia guanyar 5 sacs (250 kg o 400 lb) de cereals per mes, mentre un capatàs podia guanyar-ne 7 (250 kg o 550 lb). Els preus eren fixats per tot el país i enregistrats en llistes per facilitar el comerç; per exemple, una camisa costava cinc debens de coure, mentre que una vaca en costava 140. Els cereals es podien intercanviar per altres béns, d'acord amb la llista de preus fixats. Durant el segle v aC, es van introduir les monedes a Egipte des de l'estranger. Al començament, les monedes s'utilitzaven com a peces estàndard de metall preciós més que com a diners de veritat, però en els següents segles els comerciants internacionals es van refiar de l'encunyació.

El faraó normalment es representava portant els símbols reials i de poder

### Estatus social
La societat egípcia estava altament estratificada, i l'estatus social s'exhibia expressament. Els pagesos constituïen la major part de la població, però la producció agrícola era apropiada directament per l'estat, el temple, o la família noble que posseïa la terra. En les temporades que, a causa de les riuades i crescudes del Nil, els treballs agrícoles eren impracticables, els pagesos estaven subjectes a un sistema de corvees pel qual havien de donar una taxa de treball a les mines o a les pedreres, especialment en projectes d'irrigació i en la construcció de sumptuoses tombes i temples (vegeu article principal: arquitectura de l'antic Egipte). Pel que fa als caçadors i als pescadors, estaven obligats a lliurar captures d'animals del riu, dels canals i del desert. Els artistes i artesans eren d'un estatus més alt que els pagesos, però també estaven sota control estatal, treballant a les botigues lligades als temples i pagades directament del tresor de l'estat. Els escribes i oficials formaven les classes altes de l'antic Egipte, els anomenats la «classe de les faldilles blanques» en referència als vestits de lli blanquejats que servien com a marca del seu rang. La classe alta lluïa eminentment el seu estatus social en l'art i la literatura. Per sota de la noblesa, hi havia els sacerdots, metges, i enginyers educats especialment en els seus respectius camps. L'esclavisme ja es coneixia a l'antic Egipte, però l'extensió i prevalença d'aquesta pràctica són poc clares.
Els antics egipcis veien homes i dones, incloent-hi gent de totes les classes socials excepte els esclaus, com a essencialment iguals davant la llei, i fins i tot el més baix camperol tenia dret a demanar compensacions al visir i la seva cort. Tant homes com dones tenien el dret de posseir i vendre propietats, fer contractes, casar-se i divorciar-se, rebre herències, i prosseguir disputes legals a la cort. Les parelles casades podien posseir propietats conjuntament i protegir-se ells mateixos del divorci tot acordant contractes matrimonials, els quals estipulaven les obligacions financeres del marit a la seva esposa i fills si el matrimoni s'acabava. Comparat respectivament amb les antigues Grècia, Roma, i fins i tot més països moderns del món, les dones de l'antic Egipte tenien un grau més alt de decisió personal i oportunitat d'èxit. Dones com Hatshepsut i Cleòpatra fins i tot van esdevenir faraones, mentre d'altres van aconseguir poder com les esposes divines d'Amon. Tot i aquestes llibertats, les antigues dones egípcies no van prendre part en posicions oficials de l'administració, només van servir posicions secundàries als temples, i probablement no estarien tan ben educades com els homes.

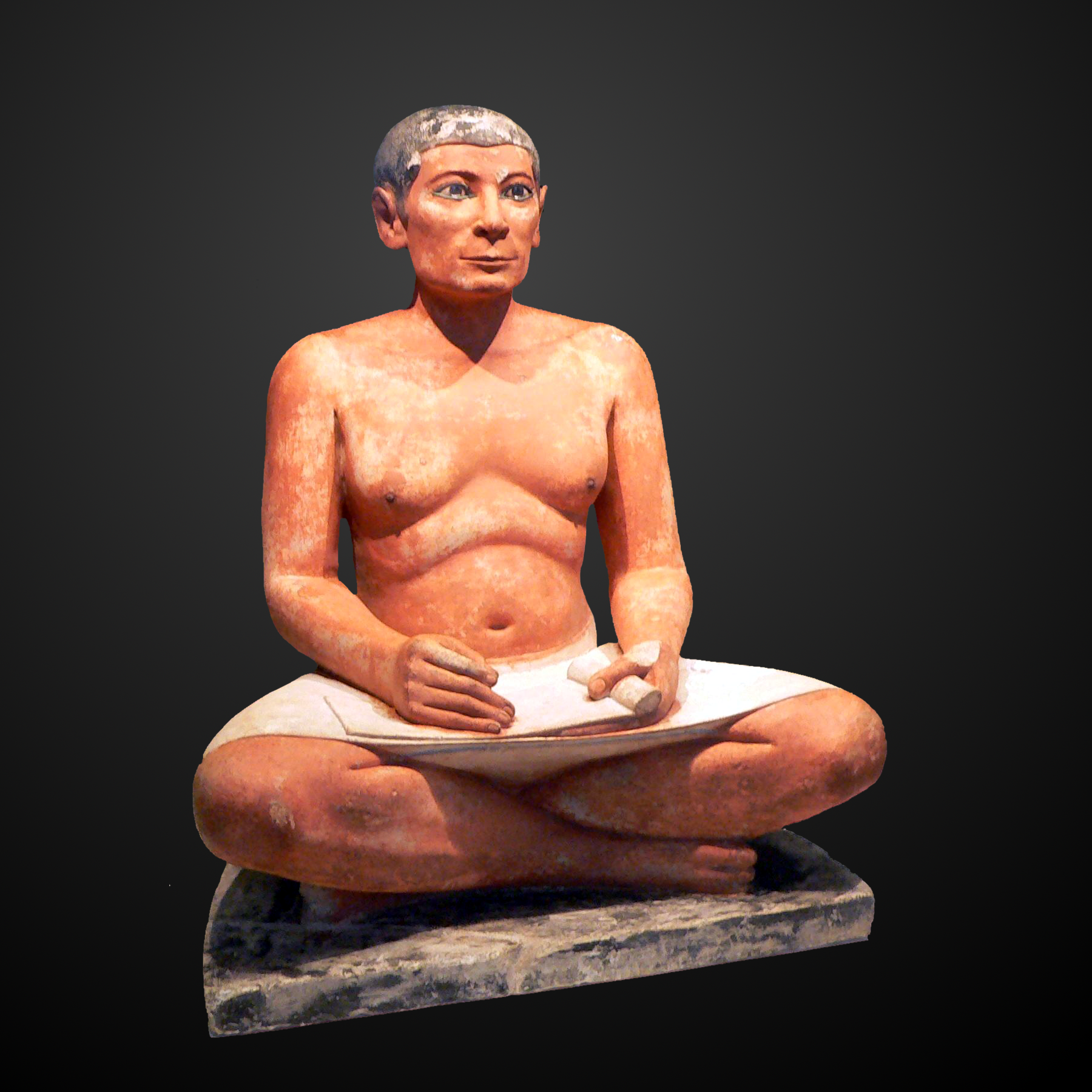
Els escribes eren l'elit ben educada. Avaluaven les taxes, tenien cura dels documents, i eren els responsables de l'administració

### Sistema legal
El cap del sistema legal oficialment era el faraó, que era responsable de promulgar lleis, lliurar justícia, i mantenir la llei i l'ordre, un concepte al qual els antics egipcis es referien com a Ma'at. Encara que no hagi sobreviscut cap codi legal de l'antic Egipte, els documents judicials mostren que la llei egípcia es basava en una visió del que és correcte i el que està equivocat de sentit comú que emfasitzava assolir acords i resoldre conflictes més que no pas aferrar-se estrictament a un complicat conjunt d'estatuts. Els consells locals d'ancians, coneguts com a kenbet en l'Imperi nou, eren els responsables de dirigir judicis que discutien petites reclamacions i disputes menors. Els casos més seriosos que involucraven l'assassinat, les transaccions de terres majors, i el saqueig de tombes eren dirigits al gran kenbet, sobre el qual hi presidia el visir o el faraó. Els demandants i acusats acostumaven a representar-se ells mateixos i se'ls hi feia prometre que havien dit la veritat. En alguns casos, l'estat prenia tant el rol de processant i jutge, i podia torturar l'acusat amb cops per obtenir una confessió i els noms de qualsevol cooperant. Tant si els càrrecs eren trivials com seriosos, els escribes judicials documentaven la queixa, el testimoni, i el veredicte del cas per a futures referències.
El càstig per a casos menors incloïa tant la imposició de multes, càstigs corporals, mutilacions facials, depenent de la severitat de l'ofensa. Els crims seriosos com l'assassinat o el saqueig de tombes es castigaven amb l'execució, aplicada per decapitació, asfíxia, o crucificació. El càstig també es podia estendre a la família del criminal. Al començament de l'Imperi nou, els oracles jugaven un rol major en el sistema legal, dispensant justícia tant en casos civils com criminals. El procediment era preguntar al déu una pregunta de «sí» o «no» sobre la veritat o falsedat d'un assumpte. El déu, carregat per un nombre de sacerdots, rendia judici triant-ne l'un o l'altre, movent-se endavant o endarrere, o apuntant a una de les respostes escrites en un tros de papir o d'ostracon.

### Agricultura

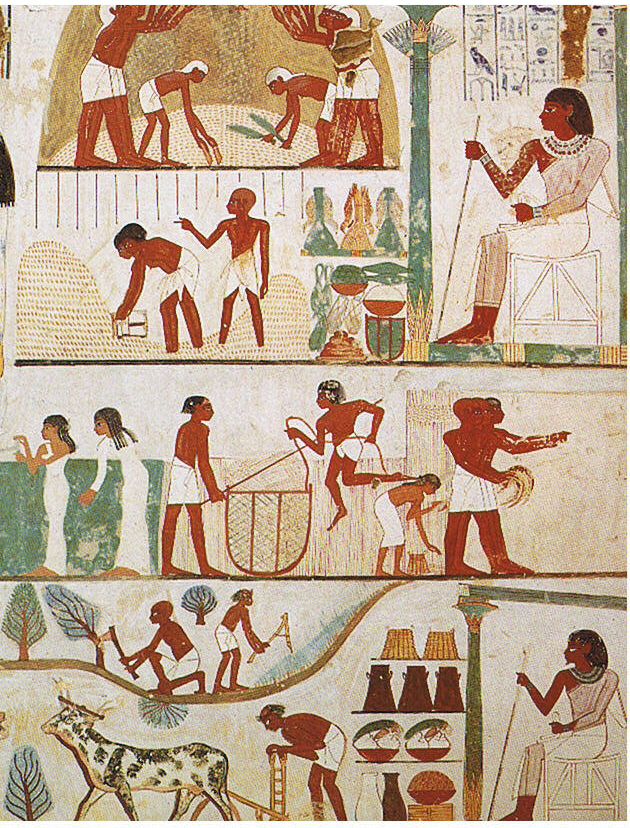
Uns relleus sepulcrals representen treballadors llaurant els camps, recollint la collita, i batent el gra sota la direcció d'un vigilant

Una combinació de trets geogràfics favorables van contribuir a l'èxit de la cultura de l'antic Egipte, el més important dels quals era el ric sòl fèrtil resultat de les inundacions anuals del riu Nil. Els antics egipcis eren, així, capaços de produir menjar en abundància, permetent a la població gastar més temps i recursos en passatemps culturals, tecnològics i artístics. La gestió de la terra era crucial en l'antic Egipte perquè les taxes eren assignades basant-se en la quantitat de terra que cada persona tenia.
Conrear a Egipte depenia del cicle del riu Nil. Els egipcis van establir un calendari solar que els permetia preveure les seves crescudes i van reconèixer tres estacions: Akhet (inundació), Peret (plantació) i Shemu (collita). L'estació de la inundació durava des de juny fins a setembre, dipositant al llit del riu una capa rica en minerals ideal per la collita. Un cop les inundacions havien retrocedit, l'estació de la plantació durava des d'octubre fins al febrer. Els pagesos llauraven i plantaven llavors als camps, els quals eren regats amb dics i canals. Egipte rebia xàfecs petits, per la qual cosa els pagesos es refiaven del Nil per a regar les seves collites. Des de març fins al maig, els pagesos feien servir una falç de fusta o canya per a recollir la collita, que llavors es batia amb un flagell per separar la palla del gra. Ventant es removia la glumel·la del gra, i el gra després es molia en farina, es fermentava per a fabricar cervesa, o es guardava per a fer-lo servir més tard. De fet, els inicis de la fermentació backslopping es remunten a aquesta època.
Els antics egipcis cultivaven ordi i una varietat de blat, i altres grans cereals, que es feien servir per a fabricar els dos aliments principals, el pa i la cervesa. Les plantes de lli, arrencades abans que comencessin a florir, eren conreades per les fibres de les tiges. Aquestes fibres es partien transversalment i s'enroscaven en fils, que es feien servir per a teixir llençols de lli i per a fabricar roba. El papir que creixia al llit del riu Nil es feia servir per a fabricar paper. Les verdures i les fruites creixien en parcel·les de jardí, properes als habitatges i en un terreny elevat, i havien de regar-se a mà. Les verdures incloïen porros, alls, melons, carbassons, pèsols, llenties, enciams, i altres collites, sumades als raïms dels quals es feia el vi, dàtils, figues i magranes.

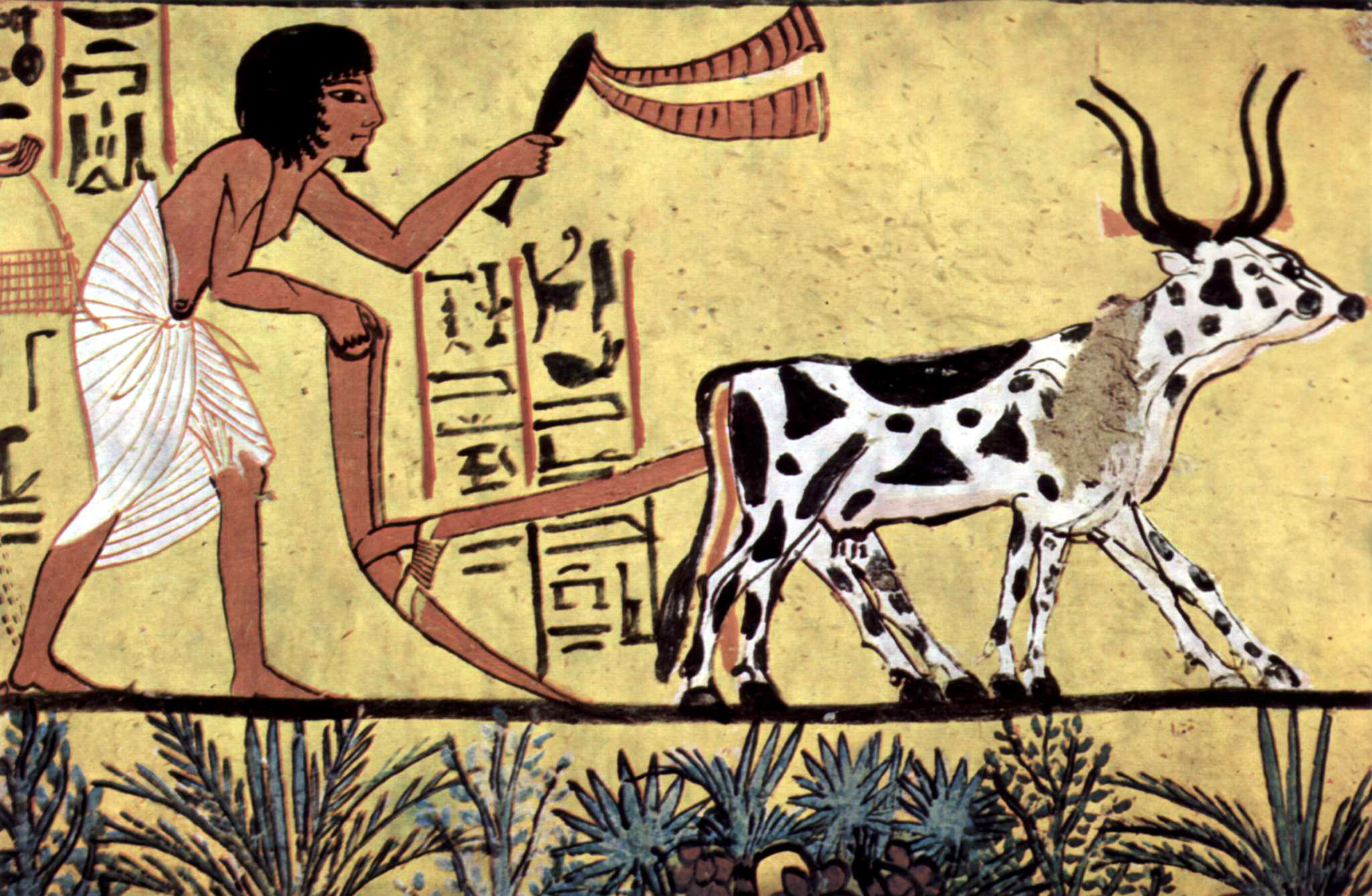
Sennedjem llaura els seus camps amb un parell de bous, utilitzats com a bèsties de càrrega i font d'aliments

#### Animals
Els egipcis creien que una relació equilibrada entre la gent i els animals era un element essencial en l'ordre còsmic; així, humans, animals i plantes es creia que eren membres d'un sol tot. Els animals, tant domesticats com salvatges, eren doncs una font crítica d'espiritualitat, companyonia i sosteniment per als antics egipcis. Els bous eren el bestiar més important; l'administració aplicava taxes al bestiar en els censos regulars, i la mida d'un ramat reflectia el prestigi i la importància de l'estat o temple que el tenia. A més a més dels bous, els antics egipcis guardaven xais, cabres i porcs. Aviram com ànecs, oques i coloms es capturava en xarxes i es criava en granges, on se'ls obligava a menjar pasta per engreixar-los. El Nil proveïa una font abundant de peix. Les abelles també es van domesticar des de, com a mínim, l'Imperi antic, i proveïen tant mel com cera.
Els antics egipcis feien servir rucs i bous com a bèsties de càrrega, i eren els responsables de llaurar els camps i trepitjar llavors al sòl. La matança d'un bou gras també era una part central d'un ritual d'oferiment. Els cavalls van ser introduïts pels hicses en el segon període intermedi, i el camell, encara que era conegut des de l'Imperi antic, no es va fer servir com a bèstia de càrrega fins al Baix imperi. Els gossos, gats i micos eren animals de companyia comuns, mentre que els animals de companyia més exòtics importats des del cor de l'Àfrica, com els lleons, es reservaven per a la reialesa. Heròdot va observar que els egipcis eren els únics a tenir animals amb ells a les seves cases. Durant els períodes predinàstic i Baix imperi, el culte als déus en la seva forma animal era extremadament popular, com la dea gata Bastet i el déu ibis Thoth, i aquests animals es criaven en gran nombre en granges amb propòsit del ritual de sacrifici.

### Recursos naturals
Egipte és ric en pedres de construcció i decoratives, coure i menes conductores, or, i pedres semiprecioses. Aquests recursos naturals permetien als antics egipcis construir monuments, estàtues esculpides, fabricar eines i joieria de moda. Els embalsamadors feien servir sals del Wadi el Natrun per a la momificació, que també proveïa el guix. Les formacions de roques amb mena es trobaven als llunyans i inhospitalaris uadis del desert oriental i el Sinaí, i requerien grans expedicions controlades per l'estat per a obtenir els recursos naturals que s'hi trobaven. Hi havia grans mines d'or a Núbia, i un dels primers mapes coneguts és d'una mina d'or d'aquesta regió. El Wadi Hammamat era una font notable de granit, grauvaca i or. El sílex va ser el primer mineral recollit i fet servir per a fabricar eines, i les destrals de sílex, les proves més antigues de poblament de la vall del Nil. Els nòduls dels minerals es col·lapsaven amb compte per a fabricar ganivets i puntes de fletxa de duresa i durada moderades, fins i tot després que s'adoptés el coure amb aquest propòsit.
Els egipcis treballaven dipòsits de la mena conductora galena a Gebel Rosas per a fabricar pesos de xarxes, i petites figuretes. El coure era el metall més important per a la fabricació d'eines en l'antic Egipte i es fonia en fogars de mena de malaquita excavada al Sinaí. Els treballadors recollien or traient les palletes dels sediments dels dipòsits al·luvials, o pel procés més intensiu de moldre i netejar la quarsita amb or. Els dipòsits de ferro trobats a l'alt Egipte s'utilitzaven al Baix imperi. Les pedres de construcció d'alta qualitat abundaven a Egipte; els antics egipcis excavaven calcària a través de tota la vall del Nil, granit d'Aswan, i basalt i gres dels wadis del desert oriental. Els dipòsits de pedres decoratives com el pòrfir, la grauvaca, l'alabastre, i la cornalina repuntaven el desert oriental i es recollien fins i tot abans de la primera dinastia. En els períodes ptolemaic i romà, els miners treballaven dipòsits de maragdes de Wadi Sikait i d'ametista a Wadi el-Hudi.

## Llengua

### Desenvolupament històric
L'egipci és una llengua afroasiàtica septentrional relacionada de prop amb l'amazic i el semític. Té la documentació més llarga que qualsevol altra llengua, i ha romàs en ús escrit des del 3200 aC fins a l'edat mitjana i com a llengua parlada per més temps. S'identifiquen dues fases majors: l'egipci primerenc, agrupant l'egipci antic i mitjà (egipci clàssic), i l'egipci tardà, que inclou les fases de neoegipci, demòtic i copte de la llengua. Encara que l'escriptura precopta no mostra diferències dialectals, és més probable que l'egipci es parlés en diversos dialectes regionals centrats al voltant de Memfis i més tard Tebes.
La transició de l'egipci primerenc al tardà exposa un nombre d'innovacions, és a dir, un canvi de trets sintètics cap a més analítics que experimenten gramaticalització, i el desenvolupament de diferents escriptures per a escriure la llengua. L'egipci tardà desenvolupa els articles prefixos definits i indefinits, que substitueixen els anteriors marcadors sufixos de categories inflacionals, i experimenta un canvi de l'antiga tipologia sintàctica verb-subjecte-objecte cap a subjecte-verb-objecte. Els sistemes d'escriptura de l'antic egipci, és a dir, les escriptures jeroglífiques natives, i demòtiques, finalment obren camí al més fonètic alfabet copte. L'última fase de l'egipci, el copte, continua fent-se servir en la litúrgia de l'Església ortodoxa copta d'Alexandria, i traces seves es troben en l'àrab egipci modern.

### Sons i gramàtica
L'egipci té un inventari fonèmic de 25 consonants, similar a les altres llengües afroasiàtiques. Inclou les característiques consonants faringals i, per a abreviar, emfàtiques, a més a més de les pauses sordes i sonores, les fricatives sordes i les africades sordes i sonores. Es distingeixen tres vocals llargues i tres de curtes, que es van ampliar en el Baix imperi fins a nou. La paraula bàsica en egipci, semblant al semític i a l'amazic, és una arrel triliteral o biliteral constituïda per una seqüència de consonants i semiconsonants a les quals els afixos s'ajunten amb les categories gramaticals indicades. Els verbs finits corresponen a les formes dels marcadors personals, cedint un paradigma d'11 a l'egipci primerenc. L'esquelet triconsonant S-Ḏ-M és el nucli semàntic de la paraula ‘sentir'; la seva conjugació bàsica és sḏm=f, ‘[ell] sent’. En la majoria de casos, un verb no finit encapçala una proposició si el subjecte és nominal: sḏm ḥmt, ‘la dona sent’.
Els adjectius es formen derivacionalment d'un nom amb un procés que els egiptòlegs anomenen nisbació a causa de la seva semblança amb el de l'àrab. L'ordre típic de constituents és PREDICAT-SUBJECTE en sentències amb predicats verbals i adjectivals, i SUBJECTE-PREDICAT en sentències en què el predicat és un sintagma nominal o un sintagma postposicional. Els actants poden ser tematitzats al començament de les sentències si són sintagmes nominals llargs, i són seguits per un pronom correferencial. La negació en l'egipci mitjà normalment s'expressava amb l'adhesió de la partícula n abans d'un verb o sintagma nominal, o «nn» per a negar una proposició amb un adverbi o predicat adjectival. L'accent cau en les síl·labes agudes i planes, que pot ser obert (CV) o tancat (CVC).

### Escriptura

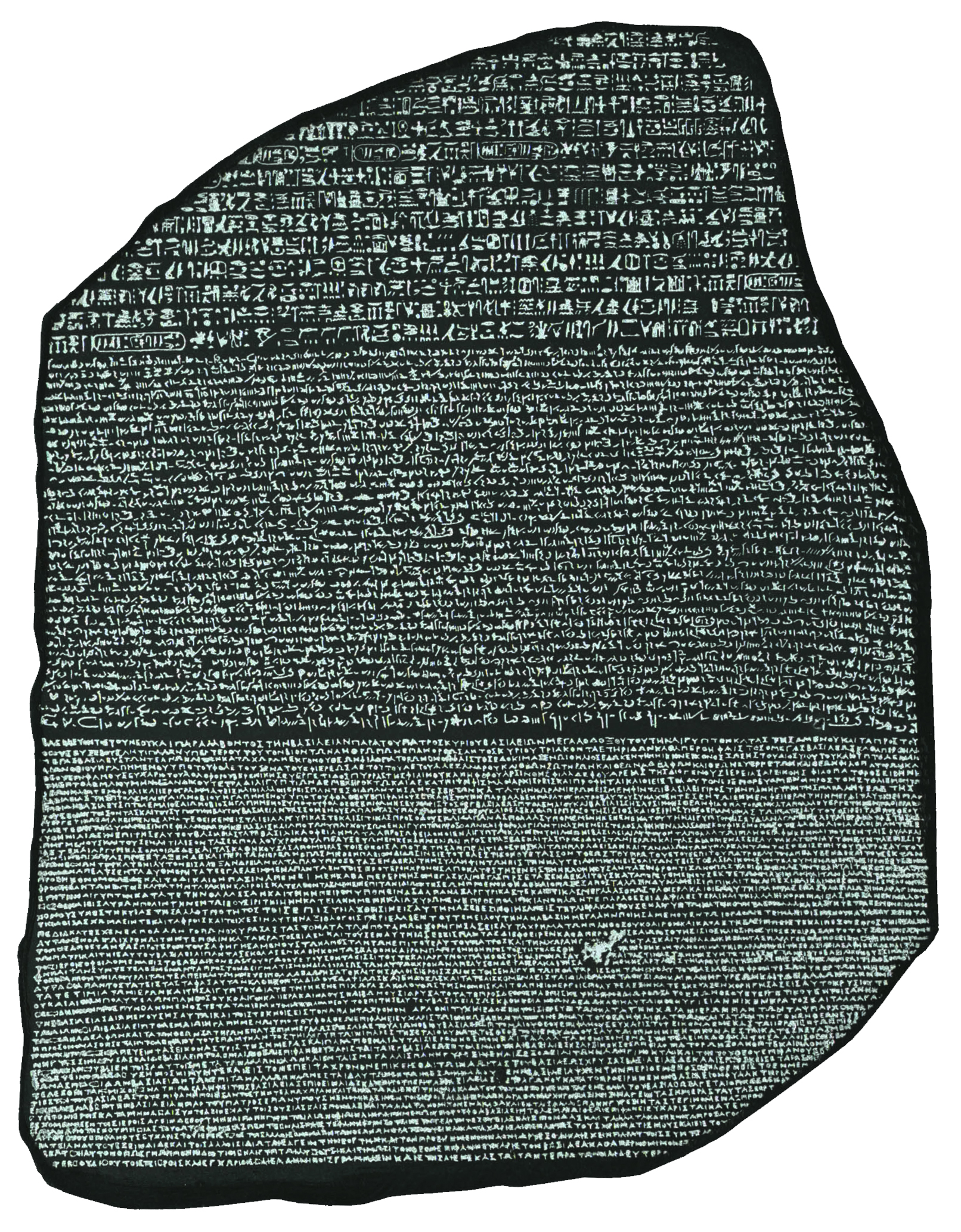
La pedra de Rosetta va permetre als lingüistes començar el procés de desxiframent jeroglífic

L'escriptura jeroglífica data del 3200 aC, i està composta per cap a cinc-cents símbols. Un jeroglífic pot representar una paraula, un fonema, o un determinatiu silenciós; i el mateix símbol pot servir per a diferents propòsits en diferents contextos. Els jeroglífics eren una escriptura formal, feta servir sobre monuments de pedra i tombes, que podien ser tan detallats com els treballs d'art individuals. En l'escriptura quotidiana, els escribes feien servir una forma cursiva d'escriptura, anomenada hieràtic, que era més ràpida i senzilla. Mentre que els jeroglífics formals es podien llegir en fila o en columnes en qualsevol direcció (tot i que l'escriptura típica era de dreta a esquerra), el hieràtic sempre s'escrivia de dreta a esquerra, normalment en files horitzontals. Una nova forma d'escriptura, el demòtic, va esdevenir l'estil escrit prevalent, i és aquesta forma d'escriure -junt amb els jeroglífics formals- la que acompanya el text grec de la pedra de Rosetta.
Pels volts del segle i, l'escriptura demòtica nativa va donar lloc a l'alfabet copte, un alfabet grec modificat amb l'addició de grafies demòtiques. Tot i que es van fer servir els jeroglífics formals en un rol cerimonial fins al segle iv, cap al final només uns quants sacerdots podien encara llegir-los. A mesura que l'orde religiós tradicional es dissolia, el coneixement de l'escriptura jeroglífica també es perdia. Els primers intents de desxifrar-los daten dels períodes romà d'Orient i islàmic d'Egipte, però només el 1822, després del descobriment de la pedra de Rosetta i d'anys de recerca de Thomas Young i Jean-François Champollion, es van poder desxifrar gairebé del tot els jeroglífics.

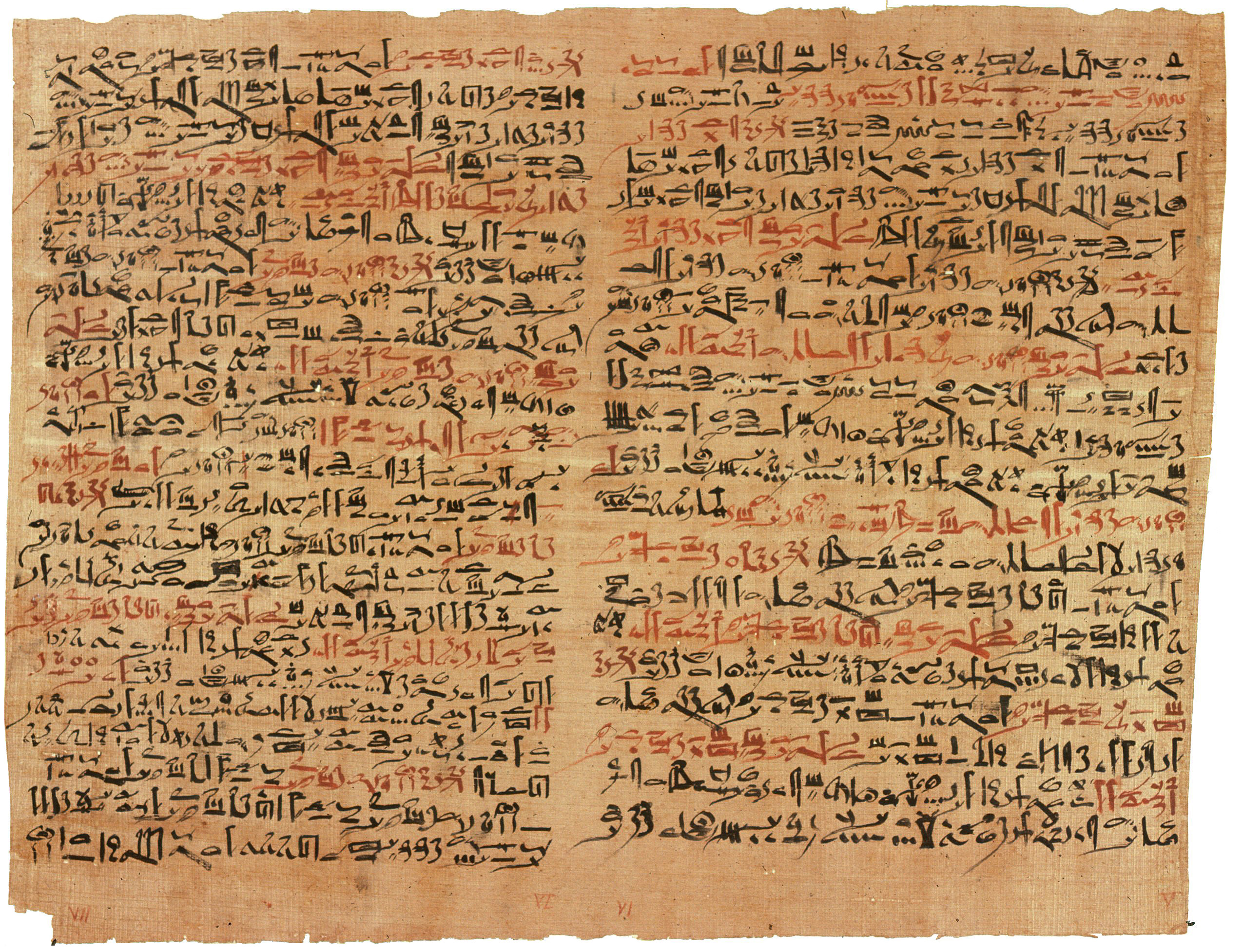
El papir Edwin Smith descriu anatomia i tractaments mèdics i és escrit en hieràtic

### Literatura
L'escriptura va aparèixer primer associada amb el domini reial en etiquetes per a objectes trobats a les tombes reials. Era primer una professió dels escribes, que treballaven a la institució Per Ankh o la Casa de vida. Més tard comprenia oficines, llibreries (anomenades casa de llibres), laboratoris i observatoris. Algunes de les peces més ben conegudes de la literatura de l'antic Egipte, com els textos de les piràmides i dels sarcòfags, es van escriure en egipci clàssic, que va continuar sent la llengua d'escriptura fins cap al 1300 aC. El neoegipci es va parlar a partir de l'Imperi nou i és representat als documents administratius ramsèssides, poesia romàntica i contes, tant en textos demòtics com coptes. Durant aquest període, la tradició d'escriure havia evolucionat en l'autobiografia sepulcral, com les d'Harkhuf i Oni el Vell. El gènere conegut com a sebayt (instruccions) es va desenvolupar per a comunicar ensenyances i guies de nobles famosos; el papir Ipuwer, un poema de lamentacions que descrivia desastres naturals i trastorns socials, n'és un exemple famós.
El Conte de Sinuhé, escrit en egipci mitjà, podria ser la literatura egípcia clàssica. També escrit en aquest temps, hi havia el papir Westcar, un conjunt d'històries explicades a Khufu pels seus fills que explicava les meravelles obrades pels sacerdots. Cap al final de l'Imperi nou, la llengua vernacla es feia servir més sovint per a escriure peces populars com la Història d'Onamon i les Instruccions d'Ani. El formulari explica la història d'un noble que és atracat de camí a comprar cedre del Líban i de la seva lluita per a tornar a Egipte. Des de cap al 700 aC, les històries i instruccions narratives, com les populars Instruccions d'Onchsheshonqy, documents tant personals com de negocis, s'escrivien en escriptura i fase d'Egipte demòtiques. Moltes històries escrites en demòtic durant el període grecoromà es contextualitzaven en eres històriques passades, quan Egipte era una nació independent dirigida pels grans faraons com Ramsès II.

## Cultura

### Vida quotidiana

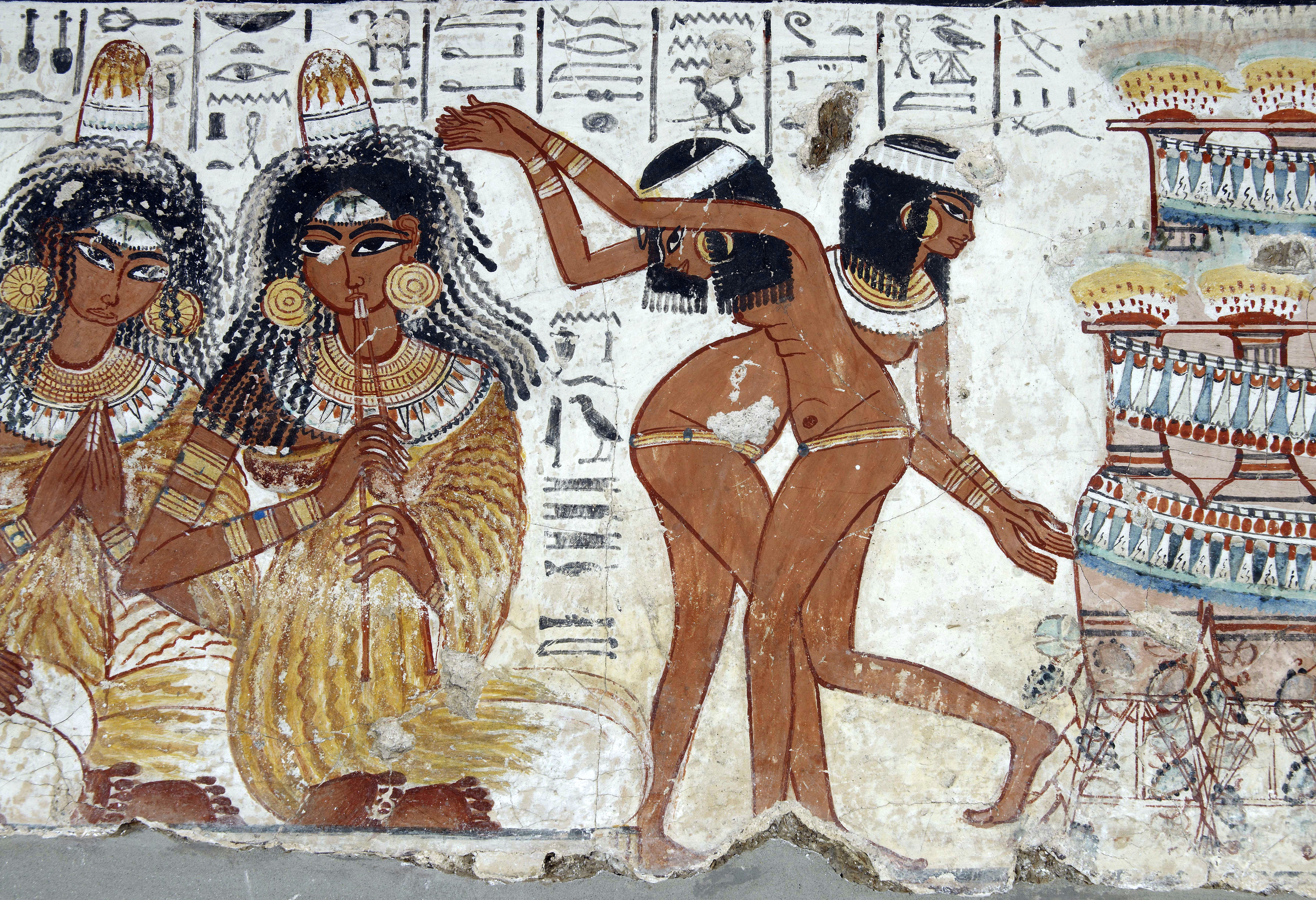
Els antics egipcis mantenien una herència cultural rica completada amb festins i festivals acompanyats per música i dansa

La majoria d'antics egipcis eren pagesos lligats a la terra. Les seves residències estaven restringides als membres familiars immediats, i es construïen amb  maons de tova dissenyats per a romandre freds a hora alta. Cada casa tenia una cuina amb un celobert, que contenia un molinet de pedra per a moldre farina i un forn petit per a coure pa. Els murs es pintaven de blanc i es podien cobrir amb tapissos de lli tenyit. El terra es cobria d'estores de canya, mentre tamborets amples, llits aixecats del terra i taules individuals comprenien el mobiliari.
Els antics egipcis atorgaven un gran valor a la higiene i l'aparença. La majoria es banyava al Nil i feia servir un sabó pastós fabricat de greix animal i guix. Els homes s'afaitaven la totalitat del cos per a la netedat, i perfums aromàtics i ungüents cobrien les males olors i suavitzaven la pell. Els vestits es feien de llençols de lli simples que es blanquejaven, i tant homes com dones de les classes altes portaven perruques, joies, i cosmètics. Els nens anaven sense roba fins a la maduresa, cap als 12 anys, i en aquesta edat els mascles se circumcidaven i es rapaven el cap. Les mares eren responsables de cuidar els nens, mentre el pare proveïa els ingressos de la família.
La dieta comuna consistia en pa i cervesa, complementada amb verdures com les cebes i alls, i fruita com els dàtils i les figues. El vi i la carn, els gaudia tothom els dies de festa mentre les classes altes en consumien unes bases més regulars. El peix, la carn i els ocells es podien salar o assecar, i es podien cuinar en guisats o rostits en una graella. La música i la dansa eren entreteniments populars per als que s'ho podien permetre. Els primers instruments incloïen les flautes i les arpes; en canvi, instruments semblants a les trompetes, oboès, i tubs es van desenvolupar més tard i van esdevenir populars. En l'Imperi nou, els egipcis tocaven campanes, platerets, panderetes, i tambors i llaüts i lires importats de l'Àsia. El sistre era un instrument musical semblant als cascavells, especialment important en cerimònies religioses.
Els antics egipcis gaudien d'una varietat d'activitats de lleure, incloent-hi jocs i música. El senet, un joc de taula en què les peces es movien de manera aleatòria, va ser particularment popular des dels primers temps; un altre joc semblant era el mehen, que tenia un tauler de joc circular. Fer malabars i jocs de pilota eren populars entre els nens, i la lluita també està documentada en una tomba de Beni Hasan. Els membres més sans de la societat egípcia gaudien caçant i navegant també.

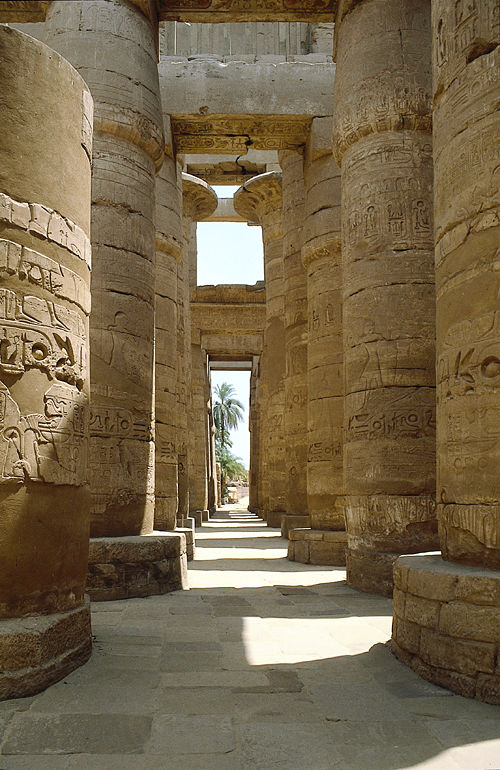
Les parets del temple de Karnak estan construïdes amb files de primes columnes que suporten les bigues del sostre

### Arquitectura

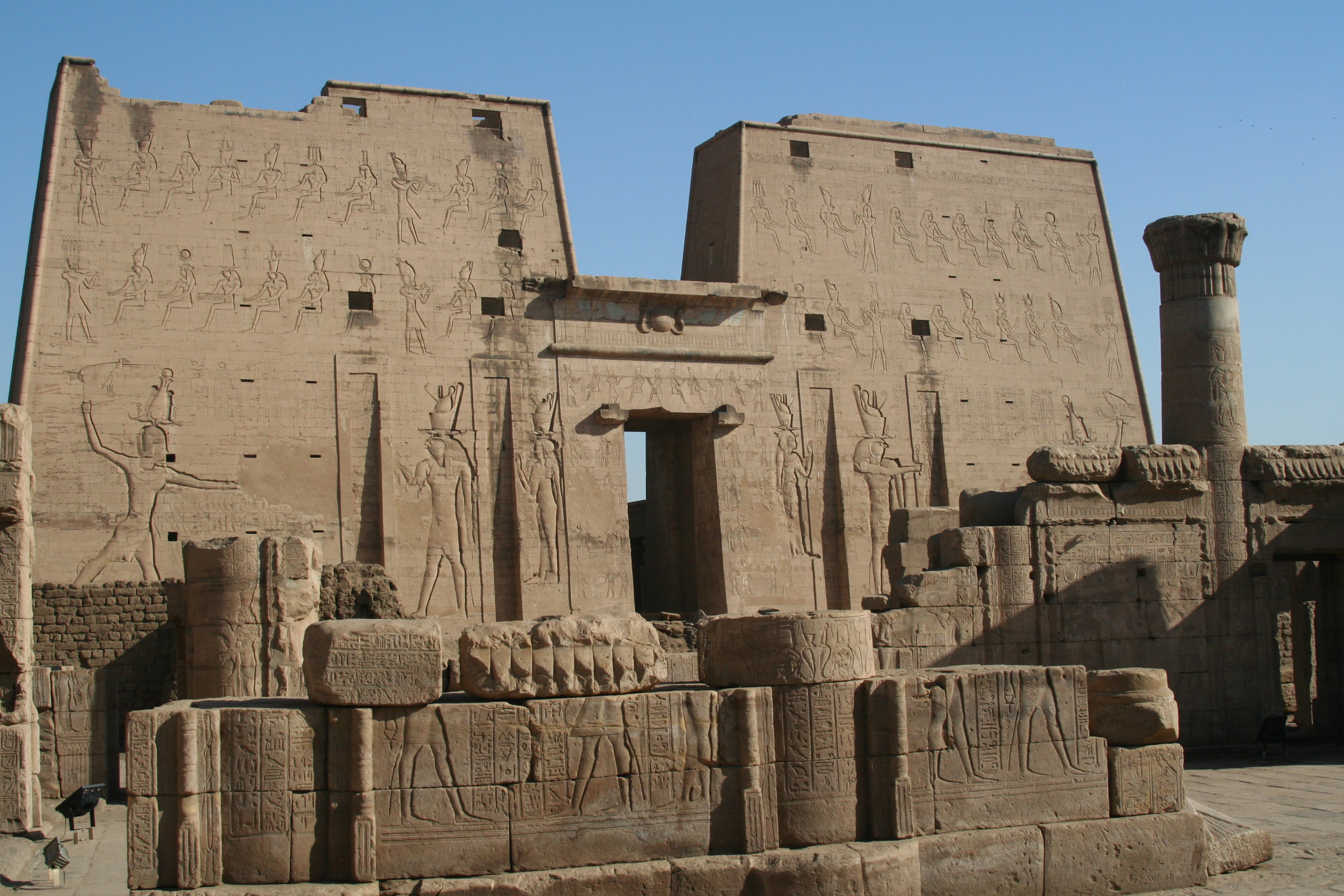
El ben preservat temple d'Edfú és un exemplar de l'arquitectura egípcia

L'arquitectura de l'antic Egipte inclou algunes de les estructures més famoses del món: les grans piràmides de Guiza i els temples de Tebes. Els projectes de construcció estaven organitzats i fundats per l'estat amb finalitats religioses i commemoratives, però també per reforçar el poder del faraó. Els antics egipcis eren constructors destres; fent servir eines i instruments de mesura simples però efectius, els arquitectes podien construir grans estructures de pedra amb cura i precisió.
Les residències domèstiques dels egipcis ordinaris es construïen de materials peribles com els totxos de terra crua i la fusta, i no han sobreviscut. Els paisans vivien en cases simples, mentre que els palaus de l'elit eren estructures més elaborades. Uns quants palaus supervivents de l'Imperi nou, com els de Malqata i al-Amārna, mostren parets i terres ricament decorats amb escenes de gent, ocells, piscines, deïtats i dissenys geomètrics. Les estructures importants com els temples i tombes que es pretenia que duressin per sempre es construïen de pedra en lloc de totxos. Els elements arquitectònics fets servir en les primeres construccions de pedra mundials a gran escala, el complex mortuori de Djoser, inclou arquitraus amb decoració de papirs i flors de lotus.
Els primers temples egipcis antics conservats, com els de Guiza, consten de muralles simples i tancades amb lloses de sostre suportades per columnes. En l'Imperi nou, els arquitectes van afegir el piló, el pati obert, i la muralla hipòstila tancada a la façana del santuari del temple, un estil que va ser estàndard fins al període grecoromà. La primera i més popular arquitectura sepulcral de l'Imperi antic era la mastaba, un pis entaulat d'estructura rectangular de toves o pedra construït a sobre d'una cambra mortuòria subterrània. La piràmide esglaonada de Djoser és una sèrie de mastabes de pedra apilades l'una al cim de l'altra. Les piràmides es van construir durant els imperis antic i mitjà, però els dirigents posteriors les van abandonar a favor de les menys brillants tombes de pedra tallada. Tenien en compte l'orientació dels astres i els coneixements de l'astronomia egípcia.
Els artistes i arquitectes acostumaven a ser anònims, ja que en aquell temps no es valorava l'artista sinó l'obra.

### Art

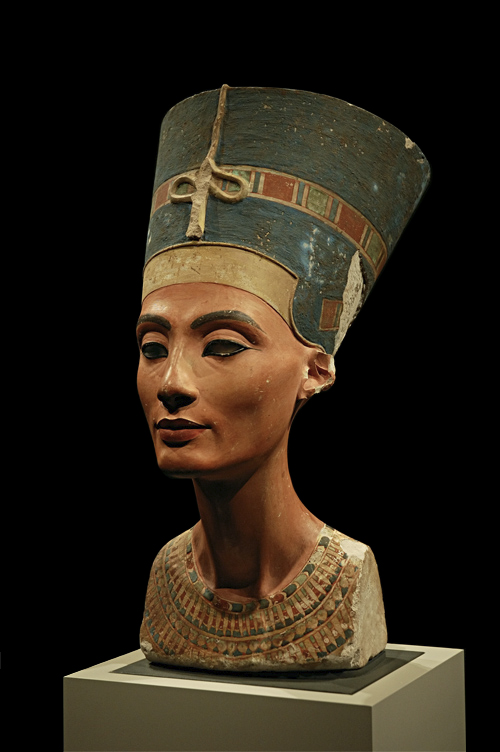
El bust de Nefertiti, per l'escultor Thotmosi, és una de les obres d'art més famoses de l'art de l'antic Egipte

Els antics egipcis produïen art per a servir finalitats funcionals. Durant 3500 anys, els artistes es van adherir a formes artístiques i iconografia que es desenvolupaven durant l'Imperi antic, seguint un conjunt estricte de principis que resistien la influència estrangera i el canvi intern. Aquests estàndards artístics —línies simples, siluetes, i àrees planes de color combinades amb la característica projecció plana de figures sense indicació de profunditat espacial— van crear un sentit d'ordre i estabilitat sense una composició. Les imatges i els textos s'entrellaçaven íntimament als murs de tombes i temples, sarcòfags, esteles, i fins i tot estàtues. La paleta de Narmer, per exemple, exposa figures que es poden llegir com jeroglífics. Per les normes rígides que governaven la seva aparença altament estilitzada i simbòlica, l'art dels antics egipcis va servir les seves finalitats polítiques i religioses amb precisió i nitidesa.
Els artistes de l'antic Egipte feien servir pedra per a esculpir estàtues i relleus, però feien servir fusta com substitut barat i senzill. Les pintures s'obtenien de minerals com les menes de ferro (ocres vermells i grocs), de coure (blau i verd), sutge o carbó vegetal (negre), i calcària (blanc). Les pintures es podien barrejar amb goma àrab per a enganxar-la i esprémer-la en pastissos, que es podien humitejar amb aigua quan calgués. Els faraons feien servir els relleus per a gravar batalles victorioses, decrets reials, i escenes religioses. Els ciutadans comuns tenien accés a peces d'art funerari, com les estàtues uixebti i llibres dels morts, que creien que podien protegir-los en l'altra vida. Durant l'Imperi mitjà, els models de fusta o argila que representaven escenes de la vida quotidiana van esdevenir complements populars per a la tomba. En un intent de duplicar les activitats de la vida en l'altra vida, aquests models mostren treballadors, cases, barques, i fins i tot formacions militars que són representacions a escala de l'altra vida ideal dels antics egipcis.
Tot i l'homogeneïtat de l'art dels antics egipcis, els estils d'èpoques i llocs particulars de vegades reflectien actituds culturals o polítiques canviants. Després de la invasió dels hicses en el segon període intermedi, es trobaven frescos d'estil minoic a Àvaris. L'exemple més colpidor de canvi conduït políticament en formes artístiques prové del període Amarna, en què les figures s'alteraven radicalment per a conformar les idees religioses revolucionàries d'Akhenaton. Aquest estil, conegut com a art amarnià, es va esborrar ràpidament i exhaustiva després de la mort d'Akhenaton i es va substituir per les formes tradicionals.

### Creences religioses

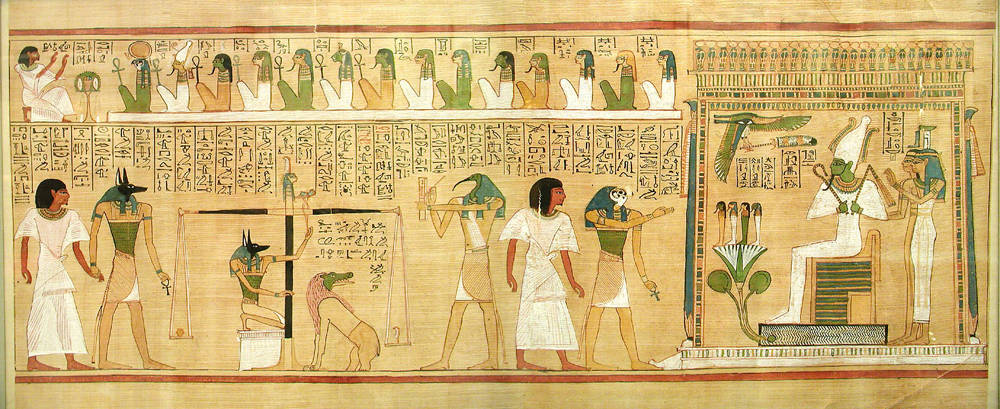
El llibre dels morts era una guia per al camí dels morts en l'altra vida

Les creences en els déus i l'altre món estaven immerses en la civilització de l'antic Egipte des dels seus inicis; la llei faraònica es basava en els drets divins dels reis. El panteó egipci estava poblat de déus que tenien poders sobrenaturals i s'invocaven per a l'ajut o la protecció. Tot i això, els déus no es veien sempre tan compassius, i els egipcis creien que s'havien de seduir amb oferiments i pregàries. L'estructura d'aquest panteó canviava contínuament a mesura que noves deïtats es promovien a la jerarquia, però els sacerdots no feien cap esforç per a organitzar els diversos i de vegades conflictius mites de la creació i històries en un sistema coherent. Els déus més influents dels diferents nomos que van arribar a ser divinitats de tot l'estat van ser Ra (sol) d'Heliòpolis, Horus (falcó) de Tinis, Ptah (bou) de Memfis i Ammon (moltó) de Tebes. En qualsevol cas, el culte més popular va ser el d'Osiris, que pel mite de la resurrecció va passar a ser rei i jutge del regne dels morts. El messies solar de la religió era Horus. Horus era el déu solar, fill del déu totpoderós Osiris i de la patrona i protectora d'Egipte Isis, representat com un falcó que ho vigila tot i ho veu tot des del cel.

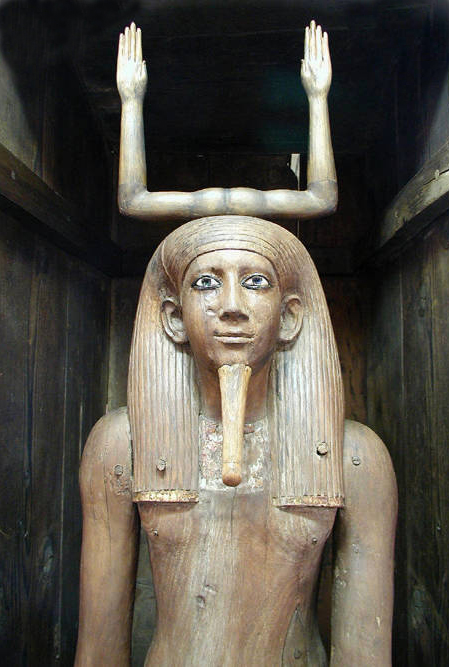
L'estàtua de Ka proveïa un lloc físic per a manifestar la ka

Els déus s'adoraven en temples de culte administrats per sacerdots que actuaven en nom del rei. Al centre del temple hi havia l'estàtua de culte en un santuari. Els temples no eren llocs d'adoració pública o congregació, i només durant els dies festius i celebracions selectes es passejava un santuari que contenia l'estàtua del déu per a l'adoració pública. Normalment, el recinte del déu estava tancat al món exterior i només hi podien accedir els oficials del temple. Els ciutadans comuns podien adorar estàtues privades a casa seva, i els amulets oferien protecció contra les forces del caos. Després de l'Imperi nou, el rol del faraó com a intermediari espiritual es va desemfasitzar a mesura que els costums religiosos es canviaven per l'adoració directa dels déus. Com a resultat, els sacerdots van desenvolupar un sistema d'oracles per comunicar la voluntat dels déus directament a la gent. Un oracle podia ser una estàtua d'un déu a qui se li podia fer preguntes de sí o no, a les quals «respondria» amb manipulacions secretes d'un sacerdot, que també podria preparar preguntes a porta tancada. Els oracles van esdevenir molt populars per a apel·lar veredictes legals o justificar accions militars i decisions polítiques.
Els egipcis creien que cada ésser humà estava compost de les parts o aspectes física i espiritual. A més a més del cos, cada persona tenia una xwt (ombra), una ba (personalitat o ànima), una ka (força vital), i un nom. El cor, més que no pas el cervell, es considerava la seu dels pensaments i les emocions. Després de la mort, els aspectes espirituals s'alliberaven del cos i es podien moure a voluntat, però requerien les restes físiques (o un substitut, com les estàtues) com a casa permanent. L'objectiu últim dels morts era reunir les seves ka i ba i esdevenir un dels «morts beneïts», continuant vivint com un akh, o persona eficaç. Per tal que això passés, el mort havia de ser jutjat digne en un judici, en el qual el cor es pesava contra una «ploma de la veritat». Si es considerava digne, el mort podia continuar la seva existència a la terra en forma d'esperit.

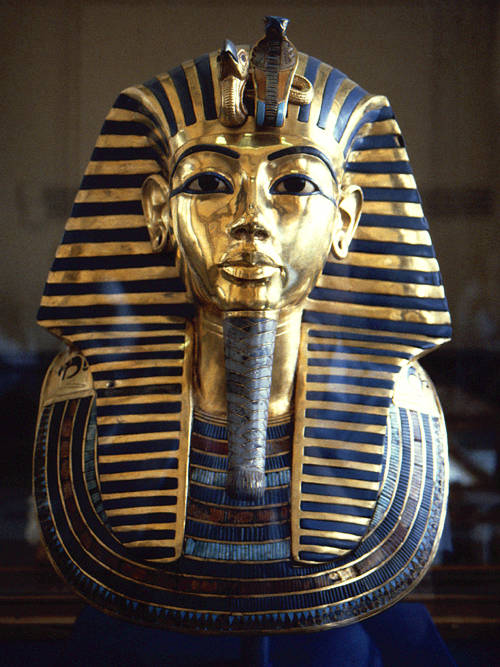
Les tombes faraòniques es proveïen de vastes quantitats de riqueses, com aquesta màscara d'or de la mòmia de Tutankamon

### Tradicions funeràries
Els antics egipcis mantenien un conjunt elaborat de tradicions funeràries que creien necessàries per a assegurar la immortalitat després de la mort. Aquestes tradicions incloïen preservar el cos per la momificació, representant cerimònies funeràries, i enterrant, amb el cos, béns per a fer-se servir en l'altre món. Abans de l'Imperi antic, els cossos enterrats a les mines del desert es preservaven naturalment per dessecació. Les condicions àrides del desert van continuar sent un avantatge al llarg de la història de l'antic Egipte per als enterraments dels pobres, que no es podien permetre les preparacions funeràries elaborades de l'elit. Els egipcis més rics van començar a enterrar els seus morts en tombes de pedra i, com a resultat, van fer servir la momificació artificial, que inclou treure els òrgans interns, embolicant el cos en lli, i enterrant-lo en un sarcòfag de pedra rectangular o un taüt de fusta. Al començament de la Quarta dinastia, algunes parts es preservaven per separat en vasos canopis.

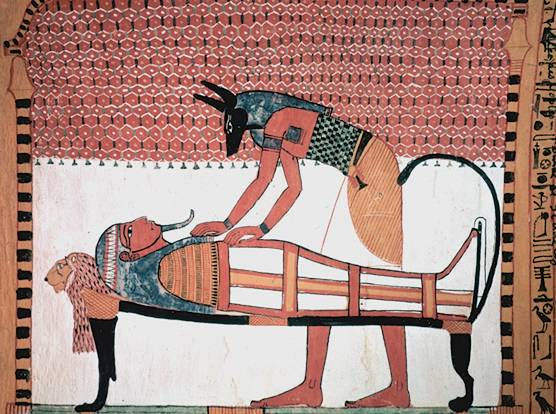
Anubis era el déu de l'antic Egipte associat amb els rituals de momificació i enterrament; aquí, assisteix una mòmia

Les primeres dinasties que van començar a enterrar amb construccions van fer servir les mastabes. Més tard, es van fer servir les piràmides, que van durar poques dinasties, ja que eren massa vistoses i els lladres les saquejaven gairebé al moment. Per això, es van començar a fer servir els hipogeus.
Cap a l'Imperi nou, els antics egipcis havien perfeccionat l'art de la momificació; la millor tècnica durava 70 dies i incloïa retirar els òrgans interns, retirar el cervell a través del nas, i dissecar el cos en una barreja de sals anomenada natró. El cos s'embolicava, llavors, en lli amb amulets protectors inserits entre capes i situat en un sarcòfag antropoide decorat. Les mòmies del Baix imperi també es posaven en estoigs pintats de mòmies cartonades. Les pràctiques efectives de preservació van declinar durant les eres ptolemaica i romana, mentre que es va posar més èmfasi en l'aparença externa de la mòmia, que es decorava. La pràctica de l'embalsamat va suposar els primers coneixements d'anatomia humana i de medicina.
Els egipcis rics s'enterraven amb grans quantitats d'objectes de luxe, però tots els enterraments, indiferentment de l'estrat social, incloïen béns per als morts. Al començament de l'Imperi nou, el llibre dels morts es van incloure a la fossa, junt amb les estàtues uixebti, que es creia que feien treballs manuals per a ells en l'altra vida. Els rituals que reanimaven màgicament el mort acompanyaven els enterraments. Després de l'enterrament, s'esperava que els parents vius portessin ocasionalment menjar a la tomba i recitessin pregàries en nom del mort.

## Afers estrangers

### Comerç
Gran part dels productes del comerç egipci es transportava amb vaixells pel riu Nil i la mar Mediterrània. Els antics egipcis comerciaven amb els seus veïns estrangers per obtenir béns rars i exòtics no trobats a Egipte. En el període predinàstic, van establir comerç amb Núbia per obtenir or i encens. També van establir comerç amb Palestina, com evidencien les àmfores d'oli d'estil palestí trobades als enterraments dels faraons de la dinastia I. Una colònia egípcia estacionada al Canaan meridional data d'una mica abans de la dinastia I. Narmer tenia terrissa egípcia produïda al Canaan i reimportada a Egipte, la construcció naval data de tan aviat com el 3000 aC, i potser de més abans. El vaixell datat més antic —75 peus de llarg, datat del 3000 aC— possiblement pot haver pertangut al faraó Aha.
Cap a la dinastia II a tot estirar, els antics egipcis comerciaven amb Biblos, que produïa una font crítica de fusta de qualitat no trobada a Egipte. Cap a la dinastia V, el comerç amb el país de Punt proveïa or, resines aromàtiques, eben, ivori, i animals salvatges com els micos i babuïns. Egipte feia comerç amb Anatòlia tant per a quantitats essencials d'estany com per a subministrament suplementari de coure, ambdós metalls necessaris per a la producció de bronze. Els antics egipcis van posar preu a la pedra blava lapislàtzuli, que s'havia d'importar des del llunyà Afganistan. Els aliats comercials mediterranis d'Egipte també incloïen Grècia i Creta, que proveïen, entre altres béns, subministraments d'oli d'oliva. A canvi de les seves importacions de luxe i matèries primeres, Egipte principalment exportava gra, or, lli i papir, a més a més d'altres béns acabats, incloent-hi vidre i objectes de pedra.

### Exèrcit

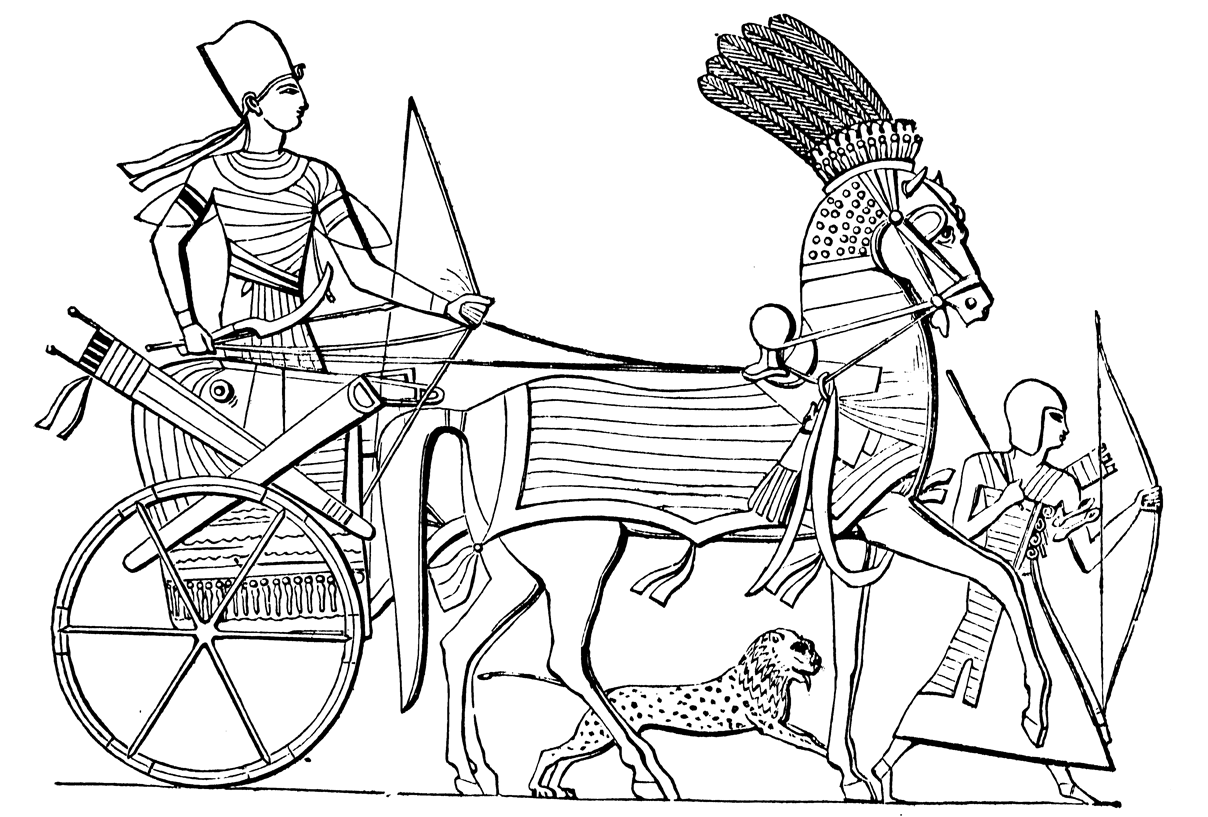
Un carro de guerra egipci

L'exèrcit de l'antic Egipte era responsable de defensar-lo contra invasions estrangeres, i per a mantenir la dominació egípcia de l'antic Pròxim Orient. L'exèrcit protegia les expedicions mineres al Sinaí durant l'Imperi antic i va lluitar en les guerres civils durant el primer i el segon períodes intermedis. L'exèrcit era responsable de mantenir fortificacions al llarg de les rutes comercials importants, com les trobades a la ciutat de Buhen de camí cap a Núbia. Els forts també es construïen per servir com a bases militars, com la fortalesa de Sile, que era la base d'operacions per a les expedicions al llevant. En l'Imperi nou, una sèrie de faraons van fer servir l'exèrcit de terra egipci per a atacar i conquerir Cuix i parts del llevant.
L'equip militar típic incloïa arcs i fletxes, llances i escuts rodons fabricats estirant pell d'animal per sobre d'un marc de fusta. En l'Imperi nou, l'exèrcit va començar a fer servir carros de guerra que havien sigut introduïts pels invasors hicses. Les armes i escuts van continuar millorant després de l'adopció del bronze: ara els escuts eren fets de fusta sòlida amb una sivella de bronze, les llances eren tirades amb una punta de bronze, i el khepesh es va adoptar dels soldats asiàtics. Els faraó es representava normalment en l'art i la literatura muntant al capdavant de l'exèrcit, i hi ha proves que com a mínim alguns faraons, com Tao II i els seus fills, ho van fer. Els soldats es reclutaven de la població general, però durant, i especialment després, de l'Imperi nou, es llogaven mercenaris de Núbia, Cuix i Líbia per a lluitar per Egipte.

## Tecnologia, medicina i matemàtiques

### Tecnologia
En tecnologia, medicina i matemàtiques, l'antic Egipte va assolir un estàndard relativament alt de productivitat i sofisticació. L'empirisme tradicional, com evidencien els papirs d'Edwin Smith i Ebers (c. 1600 aC), està acreditat per primer cop a Egipte, i les arrels del mètode científic també es poden seguir enrere fins als antics egipcis. Els egipcis van crear el seu propi alfabet i sistema decimal.

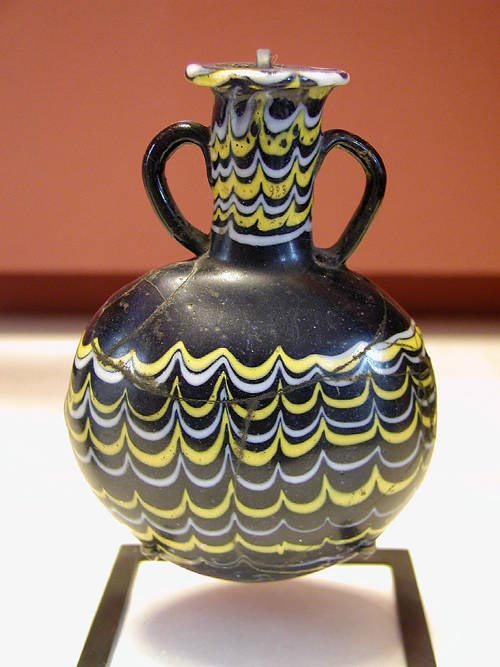
La fabricació de vidre era un art altament desenvolupat

### Faiança i vidre
Fins i tot abans de l'Imperi antic, els antics egipcis ja havien desenvolupat un material vidriós conegut com a faiança, que tractaven com un tipus de pedra semipreciosa artificial. La faiança és una ceràmica no argilosa fabricada amb diòxid de silici, petites quantitats de calç i òxid de sodi, i un colorant, típicament el coure. El material es feia servir per a fabricar anelles, rajoles, figuretes, i petits recipients. Alguns mètodes es poden fer servir per a crear faiança, però la producció típica incloïa l'aplicació dels materials fets pols en forma de pasta sobre un nucli d'argila, que després es coïa. Amb una tècnica relacionada, els antics egipcis produïen un pigment conegut com a blau egipci, també anomenat frita blava, que es produïa fusionant (o fritajant) diòxid de silici, coure, calç i un àlcali com el natró. El producte es pot moldre i utilitzar com a pigment. Els antics egipcis podien fabricar una àmplia varietat d'objectes de vidre amb gran destresa, però no és clar si van desenvolupar el procés independentment. Tampoc és clar si van fabricar el seu propi vidre base o simplement van importar lingots prefabricats, que fonien i acabaven. Tot i això, tenien perícia tècnica a fabricar objectes, com també afegint elements de rastre per controlar el color del vidre acabat. Es podria haver produït una gamma de colors, incloent-hi el groc, el vermell, el verd, el blau, el lila i el blanc, i el vidre es podia haver fabricat tant transparent com opac.

### Medicina

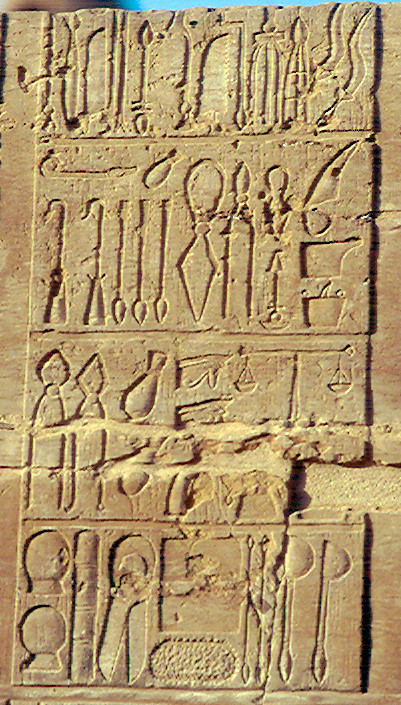
Instruments mèdics de l'antic Egipte representats en una inscripció del període ptolemaic al temple de Kom Ombo

Els problemes mèdics dels antics egipcis provenien directament del seu entorn. Viure i treballar a prop del Nil comportava plagues de malària i esquistosomosi, que causaven danys hepàtics i intestinals. La perillosa fauna salvatge com els cocodrils i hipopòtams també eren una amenaça comuna. Tota la vida treballant de pagès i construint castigava l'espina i les articulacions, i les lesions traumàtiques de la construcció i la guerra passaven una factura significativa al cos. La sorra del terra pedregós abrasava les dents, deixant-les susceptibles a abscessos (tot i que les càries eren rares). Les dietes dels rics eren riques en sucres, que promovien la malaltia periodontal. Tot i els físics afalagadors representats a les parets de les tombes, el sobrepès de les mòmies de gran part de la classe alta mostren els efectes d'una vida de sobreindulgència. L'esperança de vida dels adults era d'uns 35 per als homes i 30 per a les dones, però arribar a l'adolescència era difícil, ja que un terç de la població moria en la infància.
A l'antic Orient Pròxim, els metges de l'antic Egipte eren molt valorats per la seva destresa curant, i alguns, com Imhotep, van ser famosos molt després d'haver mort. Heròdot remarcava que hi havia un alt grau d'especialització entre els doctors egipcis, amb alguns que només tractaven el cap o l'estómac, i també hi havia oculistes i dentistes. L'aprenentatge de metge tenia lloc al Per Ankh o institució de la Casa de vida, majoritàriament amb seu a Bubastis durant l'Imperi nou, i a Abidos i Sais al Baix imperi. Els papirs mèdics mostren coneixements empírics d'anatomia, lesions i tractaments pràctics. Les ferides es tractaven embenant amb carn crua, lli blanc, sutures, gasses, cascos i bastonets sucats amb mel per a prevenir infeccions, mentre que l'opi es feia servir per a alleujar el mal. Els alls i les cebes es feien servir regularment per a promoure bona salut i es pensava que alleujaven els símptomes de l'asma. Els cirurgians de l'antic Egipte cosien ferides, ajuntaven ossos trencats i amputaven extremitats infectades, però reconeixien que certes lesions eren tan serioses que només podien acompanyar i procurar que el pacient estigués al millor possible fins que es moria.

### Matemàtiques
La construcció de grans temples i tombes i la necessitat de mesurar els camps per a poder recaptar impostos van impulsar sistemes de càlcul matemàtics molt acurats. Els exemples atestats més antics de càlculs matemàtics daten del període predinàstic Naqada, i mostren un sistema numèric plenament desenvolupat. Una carta fictícia de l'Imperi nou suggereix la importància de les matemàtiques en un egipci educat en què l'escriptor proposa una competició escolar entre ell mateix i un altre escriba pel que fa a tasques de càlcul diàries com el recompte de terres, treball i gra. Els texts com el papir de Rhind i el papir de Moscou mostren que els antics egipcis podien representar les quatre operacions matemàtiques bàsiques; a més a més de restar, multiplicar, i dividir; fer servir fraccions, calcular els volums de cubs i piràmides, i calcular les àrees superficials de rectangles, triangles, cercles i fins i tot esferes. Van entendre els conceptes bàsics d'àlgebra i geometria, i podien resoldre conjunts simples de sistemes d'equacions.
La notació matemàtica era decimal, i es basava en signes jeroglífics per a cada potència de deu fins a un milió. Cadascú es podia escriure tants cops com fos necessari per afegir fins al nombre desitjat; per tant, per escriure el nombre vuitanta o vuit-cents, el símbol per a deu o cent s'escrivia vuit cops respectivament. Per culpa dels seus mètodes de càlcul no podien manejar la majoria de fraccions amb un numerador més gran que u, les fraccions dels antics egipcis s'havien d'escriure com a suma de diverses fraccions. Per exemple, la fracció dos cinquens es resolia en la suma d'un terç + un quinzè; això es facilitava per taules estàndards de valors. Algunes fraccions comunes, tot i això, s'escrivien amb un glif especial; l'equivalent dels moderns dos terços es mostra a la dreta.
Els matemàtics de l'antic Egipte tenien una idea dels principis subjacents al teorema de Pitàgores; coneixien, per exemple, que un triangle tenia un angle recte oposat a la hipotenusa quan els seus costats eren a una ràtio 3-4-5. També eren capaços d'estimar l'àrea del cercle restant un novè del seu diàmetre i arrodonint el resultat:
Àrea ≈ [(8⁄9)D]² = (256⁄81)r² ≈ 3,16r²,
una aproximació raonable de la fórmula πr².

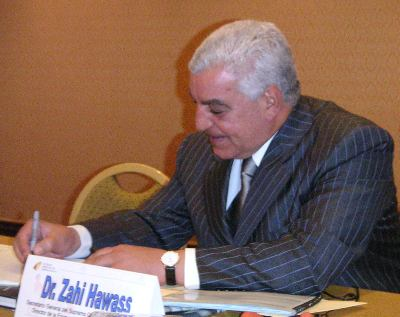
Zahi Hawass, antic secretari general del Consell Suprem de les Antiguitats Egípcies.

La secció àuria sembla reflectida en moltes construccions egípcies, incloent-hi les piràmides, però el seu ús pot haver sigut conseqüència involuntària de la pràctica de l'antic Egipte de combinar l'ús de cordes amb nusos amb un sentit intuïtiu de proporció i harmonia.

## Llegat
La cultura i els monuments de l'antic Egipte han deixat un llegat al món. El culte de la deessa Isis, per exemple, va esdevenir popular a l'Imperi Romà, mentre els obeliscs i altres relíquies es transportaven a Roma. Els romans també importaven materials de construcció d'Egipte per erigir estructures d'estil egipci. Historiadors antics com Heròdot, Estrabó i Diodor de Sicília van estudiar i escriure sobre aquella terra que es va veure com un lloc de misteri. Durant l'edat mitjana i el Renaixement, la cultura egípcia pagana estava en decadència després de l'esplendor del cristianisme i l'islam, però l'interès en l'antiguitat egípcia va continuar en els escrits d'estudiosos medievals com Dhul-Nun al-Misri i Àhmad al-Maqrizí.
Als segles xvii i xviii, els viatgers i turistes europeus portaven antiguitats i escrivien històries dels seus viatges, menant una onada d'egiptomania arreu d'Europa. Aquest interès renovat va enviar col·leccionistes a Egipte, que van prendre, comprar, o se'ls hi regalaven moltes antiguitats importants. Tot i que l'ocupació colonial europea d'Egipte va destruir una porció significativa del llegat històric del país, alguns estrangers tenien resultats més positius. Napoleó, per exemple, va organitzar els primers estudis en egiptologia quan va portar uns 150 científics i artistes per estudiar i documentar la història natural d'Egipte, que es va publicar en la Descripció de l'Egipte. Al segle xix, el govern egipci i arqueòlegs, indiferentment, van reconèixer la importància del respecte i la integritat cultural en les excavacions. El Consell Suprem de les Antiguitats Egípcies ara aprova i vigila totes les excavacions, que són dirigides a trobar informació més que no pas tresors. El consell també supervisa els programes de reconstrucció de museus i monuments dissenyats per a preservar el llegat històric d'Egipte.